# デトックス

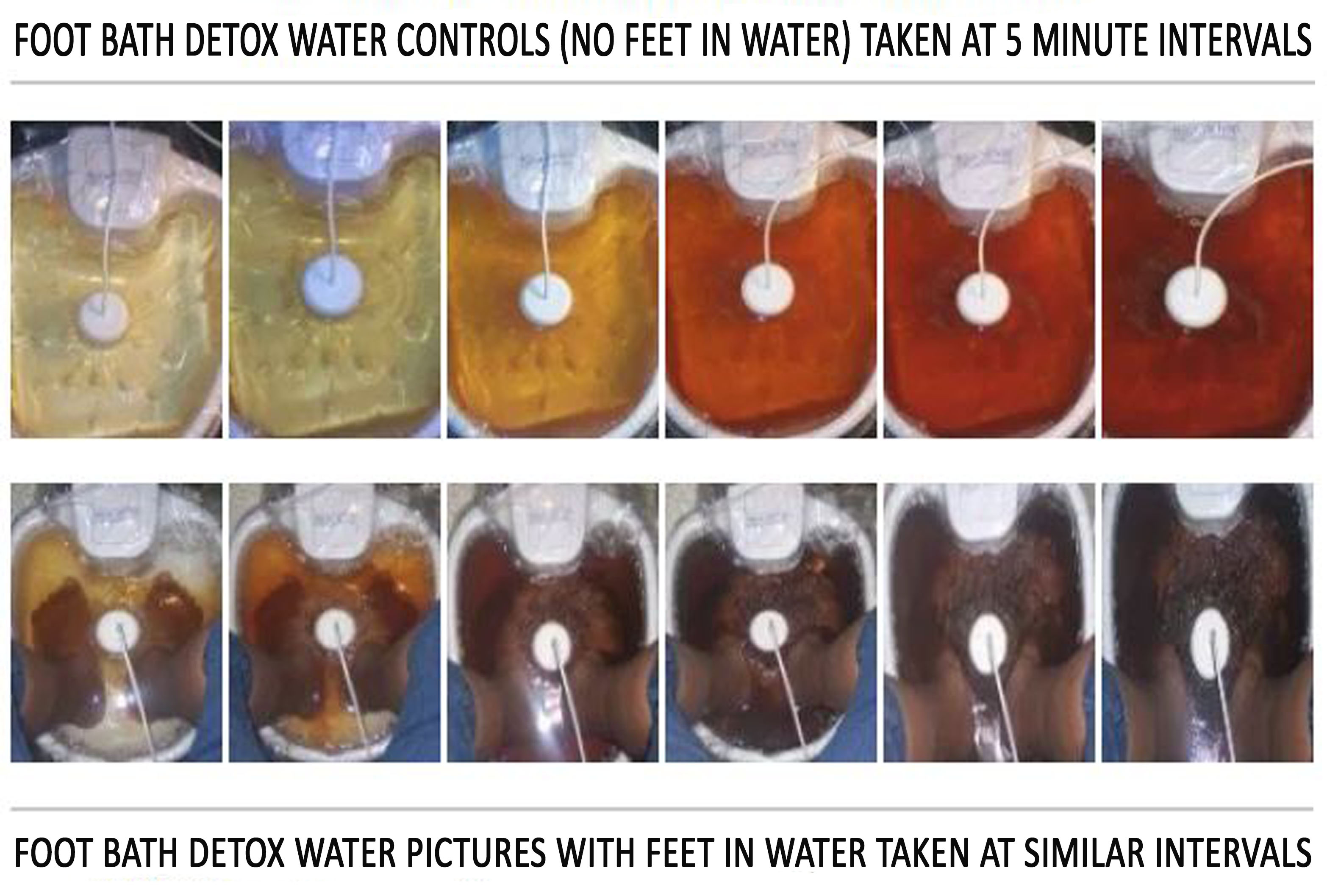
デトックスフットバス（足湯）。液体の錆びた色は、鉄電極の電気分解によるもので、排泄された毒素ではない。水中に足がなくても水の色は変わる

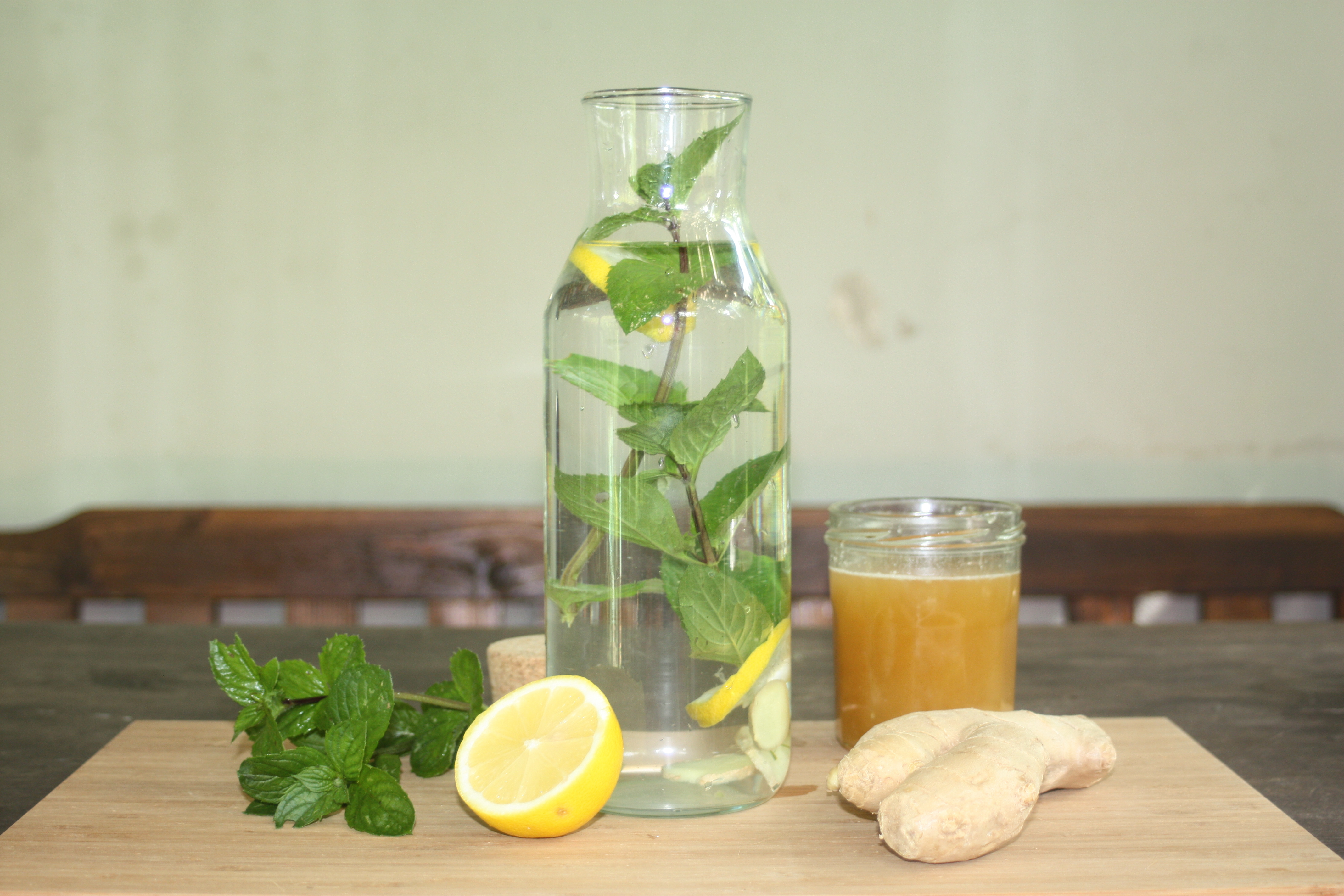
デトックスウォーター（ハーブ、レモン、生姜）

デトックス（英語: detox, detoxification、「解毒」の短縮形）とは、代替医療の一種で、不特定の「毒素」（時間とともに体内に蓄積され、個人の健康に短期的にも長期的にも望ましくない影響を与えると支持者が主張する物質）を体から取り除くことを目的とする治療法。デトックスに関連する活動には、ダイエット、断食、特定の食品のみの摂取または回避、大腸洗浄、キレーション療法、運動やサウナによる発汗などがある。しかし、人間の体には、もともと不要な物質を濾過して排出する機能が備わっており、実証されていない "デトックス"を行う必要はない。
代替医療としてのデトックスは、体内にたまった毒素や老廃物を排出することで健康になると説明し、健康食品や医療機器を販売している。デトックスと似た言葉に「クレンジング（洗う、浄化する）」があり、デトックスやクレンジングは、民間療法としてだけではなく、自費診療クリニックで高額な対価をとって提供されている。デトックスの概念は瀉血や浣腸、断食として数千年前から存在していたが、その医学的根拠のなさから、科学者や健康団体から批判を受けている。「毒素」は通常定義されておらず、患者に毒素が蓄積されたという証拠もほとんどない。病気を患っている場合、デトックスの有効性を信じることで、本来の効果的な医療を受けるのが遅れたり、治癒の機会を逃すことがある。補完医療の名誉教授であるEdzard Ernstは、「デトックス」という言葉は、従来の依存症治療に対する医療用語を「起業家や詐欺師、藪医者が偽医療を売るために乗っ取った」言葉であると説明している。イギリスの団体Sense about Scienceは、デトックス食や製品を「時間とお金の無駄」と評し、イギリス栄養士会はこの考えを「ナンセンス」「マーケティング神話」と呼んでいる。 イギリスの国民保健サービス（NHS）は「デトックスと呼ばれる言葉自体が怪しいものであり、それを改善すると称している方法は全く無意味」と国民に警告している。日本では、健康食品などに「デトックス」「血液サラサラ（血液を浄化する）」「好転反応（下痢や吹き出物などを解毒作用の現われだとする）」といった医薬品的な効果効能表示（店頭や説明会における口頭での説明も含む）を行うことは、医薬品、医療機器等の品質、有効性及び安全性の確保等に関する法律（薬機法、旧薬事法）で禁止されており、健康増進法や不当景品類及び不当表示防止法（景品表示法）違反になることもある。薬機法では過去に逮捕者も出ている。
医療としてのdetoxification（解毒）は、生理学的に生物の体内に溜まった有害な毒物を排出させることであり、アルコール依存症や薬物依存症における薬物排出を目的とする。また、腎機能が落ちた人の透析や（限られたケースだが）重金属の排出に限定したキレーション療法などの手法で解毒を行うことができる。
この記事では、主に代替医療としてのデトックスを説明する。

## 医療

### 代謝解毒
人体にはもともと老廃物や有毒物質を除去するシステムが組み込まれており、血液や腸を浄化するための器官がある。人間の体内に取り込まれた有害物質は、主に肝臓で分解、腎臓で濾過され、便や尿から排出される。肝臓は有害な物質を分解して毒性の少ない物質に変え、腎臓は血液の中の有害物質を濾過して尿として排出する。汗腺は、有毒物質を排出するための器官ではなく、1日に人間が取り込む何らかの有害物質のうち、汗から排出されるのは約0.02%である。
インペリアル・カレッジ・ロンドンの教授で毒物学者であるアラン・ブービスは、「体内の解毒システムは、驚くほど洗練され、多機能である。私たちが進化してきた自然環境は敵対的であるため、そうでなければならなかった。人々が実証されていない "デトックス"ダイエットで、これらのシステムを著しく壊す危険を冒す覚悟があるのは驚くべきことで、むしろ害になる可能性が高い」と述べている。

### キレーション療法

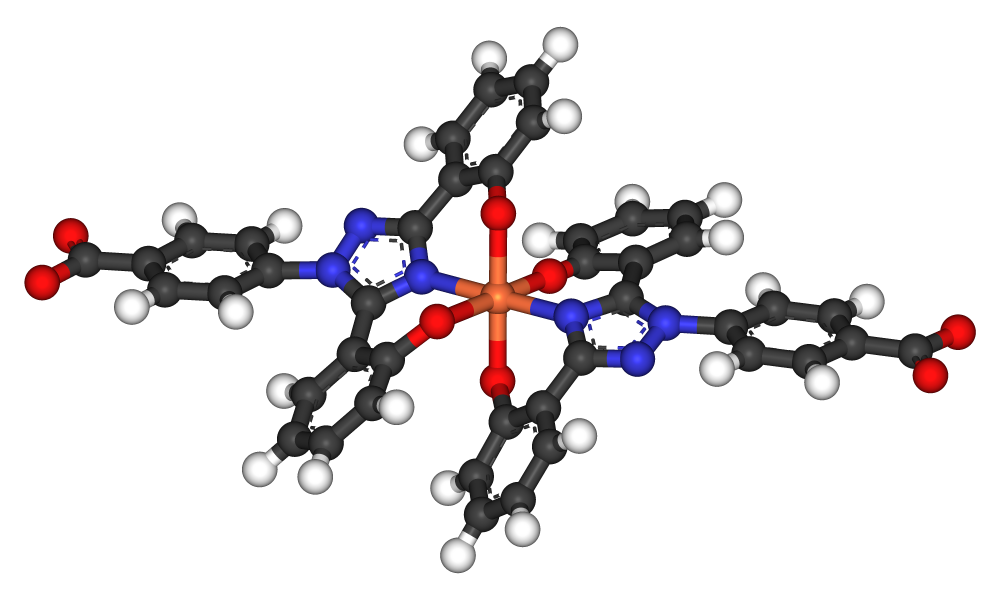
デフェラシロクスは、サラセミア患者の輸血による鉄過剰症の治療に用いられる。

医学には「解毒」という治療法が存在する。医療行為としてのキレーション療法は、キレート剤を投与して重金属を体外に排出する医療行為であり、急性重金属中毒などの症状を治療する手段として使用されている。ジメルカプロールという薬物は重金属中毒の解毒（キレート剤）に使用し、プラリドキシムヨウ化メチル（PAM）は農薬の解毒に使用し、サリンなどの神経毒にも効果がある。キレーション療法は、死亡を含む多くの副作用の可能性があるため、慎重に実施する必要がある。キレート剤を使用すると、金属と結合していない状態で脳や他の部位に水銀や他の金属が移動し、既存の障害を悪化させるなど、様々なリスクがあるため、非常に慎重な医学的管理下で実施される。

### アルコール解毒

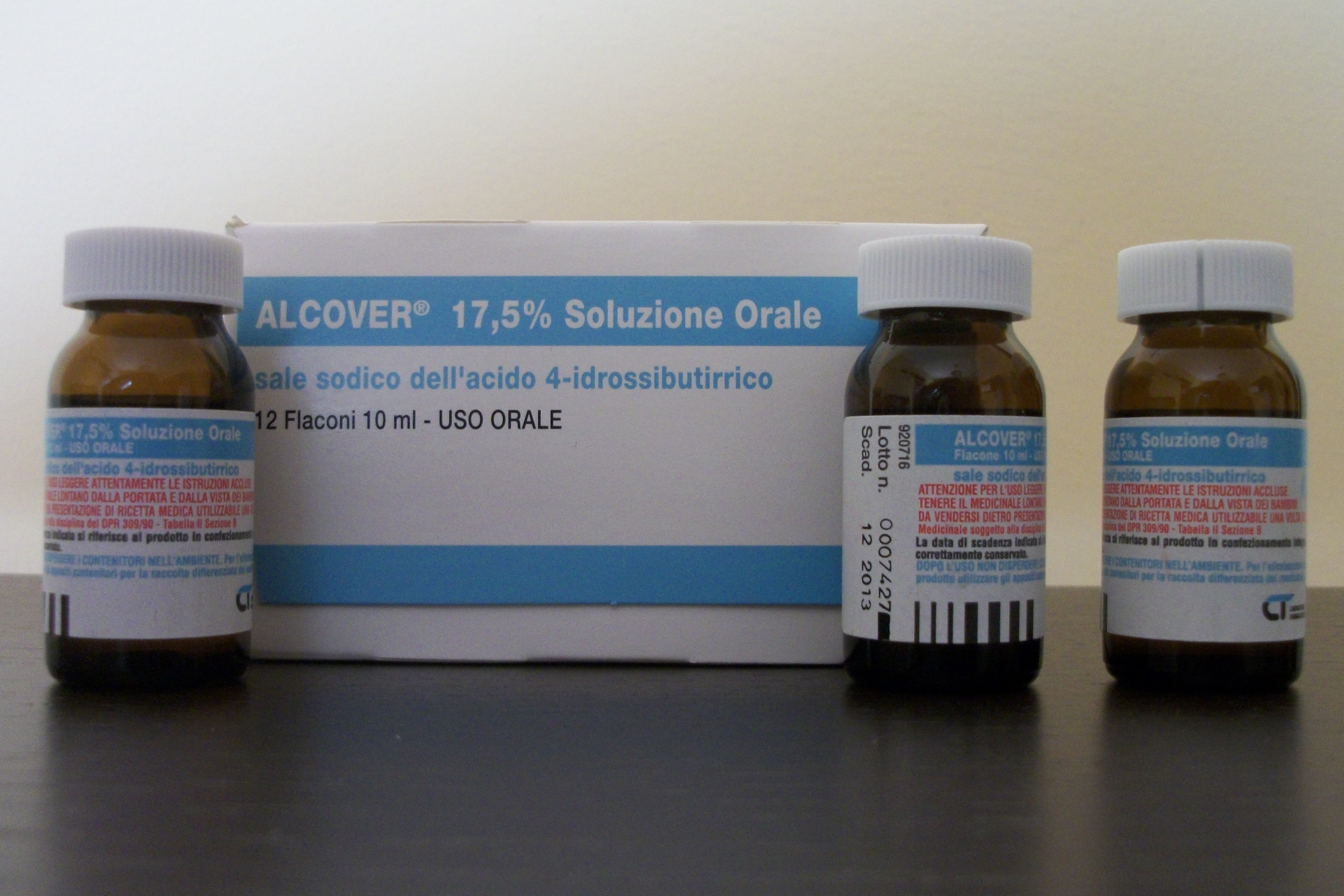
アルコール解毒の治療に使われるγ-ヒドロキシ酪酸（GHB）

アルコール依存症や薬物依存症の際に、身体から薬物を減少させる治療を解毒（detoxification）と呼ぶ。この場合、離脱症状の管理が必要とされる。

### 薬物の解毒
薬物中毒に陥った際は、原因物質を特定して解毒剤が使われる。活性炭、アトロピン、ナロキソン、蛇の抗毒素、キレート剤、アセチルシステインなどその毒に対応したものが使われる。また、人工透析、胃洗浄、大腸洗浄なども行われる。
活性炭は、医療用の解毒に使われるが、薬の過剰摂取や毒物混入などの生命を脅かす緊急事態にのみ使用される。人は活性炭を消化できないため、胃や腸に残っている毒や薬にしか効かない。木炭は特定の化学物質や分子しか吸着しないため、アルコール、金属、リチウムやヒ素などの元素毒に対する有効な治療法ではない。最大吸着に必要な濃厚な泥漿は非常に飲み込みにくいため、通常は経鼻胃管で胃に投与される。

## 代替医療
「デトックス」という用語は健康ビジネスの宣伝文句となっている。体内の毒素を排出することを謳い、ファスティング（断食）から食事に加えるサプリメント、デトックスウォーター、イオンフットバスなど、様々な「デトックス」プログラムが宣伝されているが、むしろ健康を害するリスクが高いものが少なくない。
デトックスの有効性は、他のいくつかの代替医療の治療法と同様に、アストロターフィング、プラセボ効果、心身症の改善、または製品を使用しなくても起こったであろう病気からの自然回復に起因するとされている。

### 歴史
古代から浄化として、毒素を含んだ悪い血液を抜いたりヒルに吸血させる瀉血、浣腸、断食などが行われてきた。1830年代には、瀉血が有効でないとの疑念が広まった。19世紀には生化学と微生物学が「自家中毒」説を支持するように見えたが、20世紀初頭には解毒に基づくアプローチは急速に支持されなくなった。根拠に基づく主流の医学は、デトックスの概念を放棄したが、この考えは民間療法や代替医療の実践者の間で残っている。この概念は、しばしば宗教的な根拠を持ち、1970年代以降の代替医療の台頭とともに復活したが、依然として非科学的で時代錯誤である。
環境保護運動の活動家の中には、公害や有害物質汚染に関する環境保護思想を提唱するための政治的主張の一環として、デトックス食の有効性を正当化する人もいる。

## 代替医療の種類

### キレーション療法
代替医療におけるキレーション療法は、重金属を排出することで、心臓病や自閉症を含む様々な病気を治療できると主張している。それらの代替医療に効果があるという証拠はなく、疑似科学と見なされている。効果がないことに加え、重金属検査前に尿中重金属濃度を人為的に上昇させ（誘発尿検査）、不適切で不必要な治療につながる可能性がある。米国毒物学会と米国臨床毒物学会は、代替医療のキレーション療法に使用されるキレート剤（重金属結合剤）により、肝臓や腎臓の損傷、血圧の変化、アレルギー、場合によっては死亡を含む深刻な副作用を引き起こす可能性を警告している。自閉症関連団体の多くは、「自閉症の原因は水銀である」という説を否定しており、日本小児神経学会、日本小児精神神経学会、日本小児心身医学会は、連名で「水銀キレート療法の有効性には科学的根拠がない」とする声明を発表している。
代替医療として、また従来の医療では使用すべきでない状況でのキレーション療法の利用が増加していることを受け、様々な保健機関は、重金属中毒の治療以外でのキレーション療法の有効性は医学的根拠がないことを確認した。市販のキレーション製品は、米国では販売が許可されていない。
自閉症はキレーション療法が有効であると誤って宣伝されている疾患の一つであり、施術者は金属中毒の診断を偽って親を騙し、子供に危険な施術を受けさせる。アメリカ疾病予防管理センター（CDC）によると、2005年にキレーション治療で2人の子供が死亡したが、そのうち1人は自閉症だった。自閉症の治療にキレーション療法を支持する信頼できる科学的研究はない。英国国立医療技術評価機構（NICE）は自閉症のキレーション療法を禁じている。

#### 活性炭クレンジング

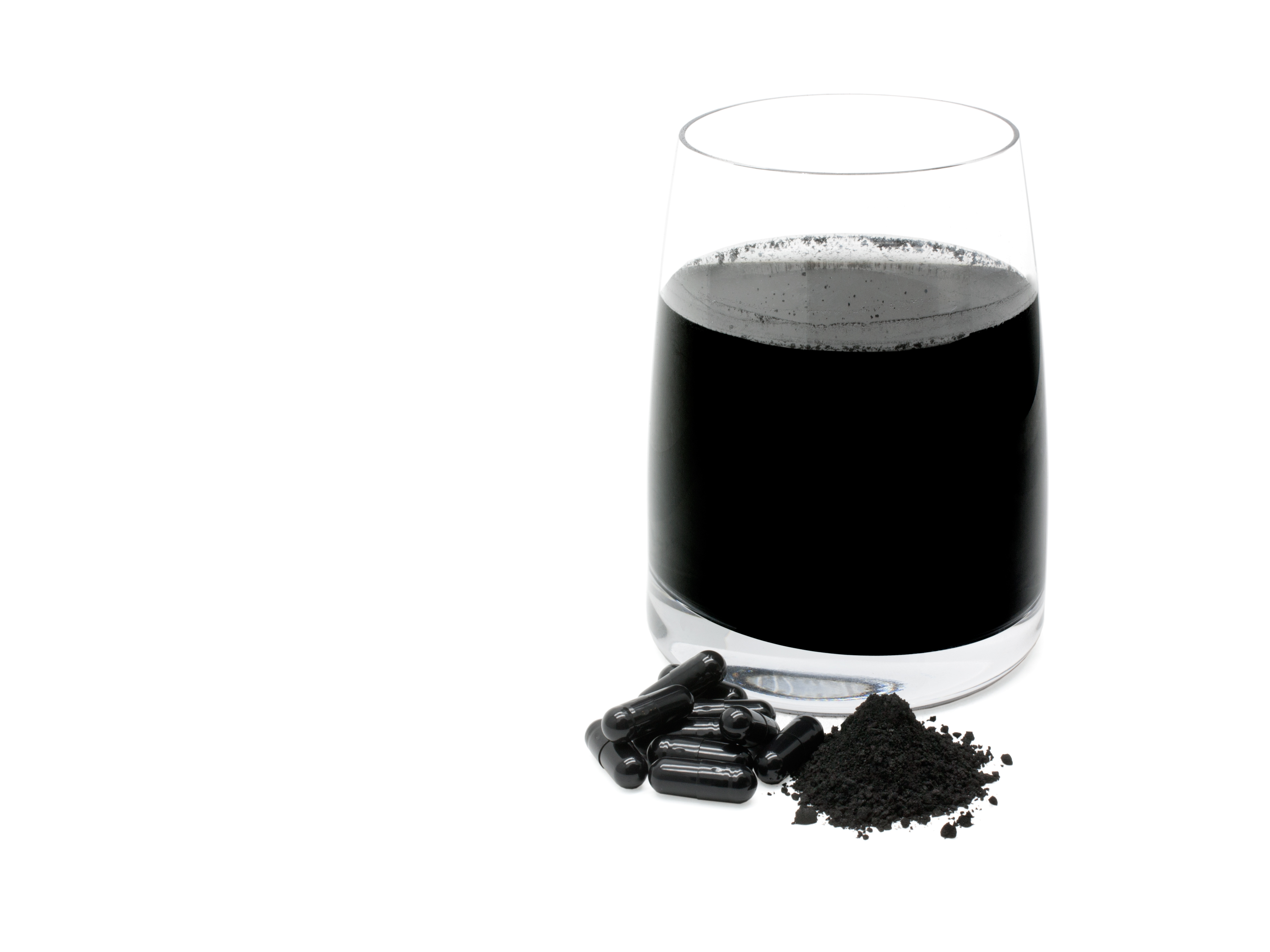
様々な形態の活性炭

代替医療における活性炭クレンジングは、チャコールデトックスとも呼ばれ、実証済みの医療介入を疑似科学的に利用したものである。活性炭を定期的に摂取することで、体を解毒して浄化し、活力を高め、肌を明るくすると支持者は主張する。しかし、このような主張は、化学と生理学の基本原則に反しており、活性炭やその他の方法によるデトックスが健康に良いという医学的根拠はない。木炭を摂取すると、消化管に存在するビタミンや栄養素、処方薬を吸収してしまうため、医師の指示がない限り使用するのは危険である。また、腸の動きを鈍らせ、吐き気、便秘、脱水を引き起こす可能性がある。『シアトルタイムズ』のキャリー・デネットは、活性炭について「肝臓やそれを支えている腎臓、消化器系、肺、リンパ系が設計通りに機能しなくなるような稀な健康状態でない限り、あなたの体は助けを必要としない。過剰摂取や中毒がない限り、活性炭が有効であるという証拠はない」と述べている。
デトックスに使用される活性炭は、グウィネス・パルトローの会社「Goop」が「最高のジュースクレンズの一つ」と評したことで主流になり、2014年頃に人気を博した。それ以来、ジュース、レモネード、コーヒー、ペストリー、アイスクリーム、ハンバーガー、ピザ、ペットフードなど、さまざまな種類の食べ物や飲み物に人気の添加物となっている。活性炭は、緊急医療介入用に設計された製品を除き、薬局や健康食品店で、粉末、錠剤、カプセル、液体の形で販売されている。ニューヨーク市は、FDAから使用の承認が得られない限り、食品への活性炭の使用を禁止している 。

### 発汗
運動、サウナ、岩盤浴、酵素風呂などで発汗を増やすことで、脂肪組織を燃焼させて毒素が排出できると言われているが、汗からは、腎臓や肝臓に比べて老廃物はほとんど排出されない。人間が汗をかくのは体温を下げるためであり、老廃物や有毒物質を排出するためではない。1日の発汗量は約2リットルであり、その中に汚染物質は0.1ナノグラム以下しか含まれていない。つまり、どんなに大量の汗をかいたとしても、その日体内に摂取した汚染物質の1％も排出できない。ただし、人間の体内にある農薬やその他の汚染物質の量自体が、極めて微量である。
重金属やプラスチックに含まれるビスフェノールA（BPA）は水に溶けやすい性質のため、ごくわずかの量が汗の中に含まれているが、BPAは汗よりも尿と一緒に排出される量の方が多い。「残留性有機汚染物質」と呼ばれる農薬、難燃剤、ポリ塩化ビフェニル（PCB）などは、脂肪に引き寄せられる性質があるため、大部分が水である汗には溶けにくい。
米テキサス州とインディアナ州の消防署は、消防隊員が煙を浴びて体内に取り込んだ化学物質を汗と一緒に排出し、がんも予防できるとして、遠赤外線サウナを購入した。サウナががんを予防できるという宣伝文句は、科学的に証明されていない。

### 足湯、足裏シート

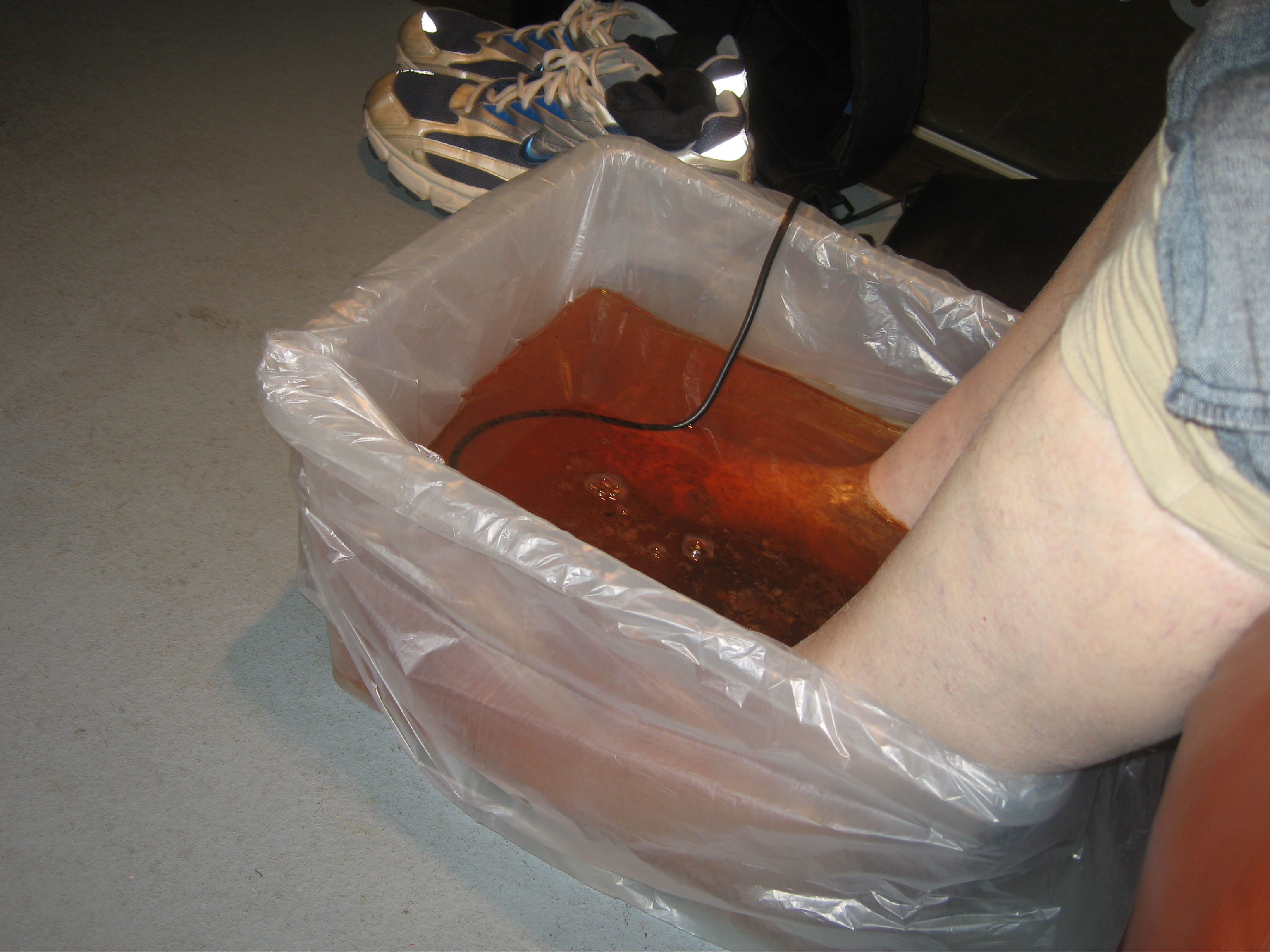
デトックスフットバス（足湯）液体の錆びた色は、鉄電極の電気分解によるもので、排泄された毒素ではない。水中に足がなくても水の色は変わるが、ないと作動しないように工夫しているものもある

足の裏から体内の毒素を除去する商品が宣伝されているが、足は解毒器官ではない。商品には、微弱電流を利用したフットバス（足湯）や、小さな粘着パッドを足裏に貼り付けるものがあり、どちらの場合も、しばらくすると茶色い「毒素」が現れる。足湯の場合、「毒素」は実際には水中の鉄電極が電気分解で溶け出した少量の錆びた鉄である。 粘着パッドは、皮膚の水分（汗）に反応してパッドの成分が酸化して色が変わる。どちらの場合も、水やパッドが皮膚に接触しているかどうかにかかわらず、同じ色の変化が起こる（単に水を必要とするだけなので、色の変化が体の解毒プロセスの結果ではないことを証明できる）。2010年に米国連邦取引委員会（FTC）の要請を受けた連邦判事は、デトックス足裏シートの科学的根拠を偽って販売した業者に対し、販売禁止を言い渡した。

### 大腸洗浄、宿便

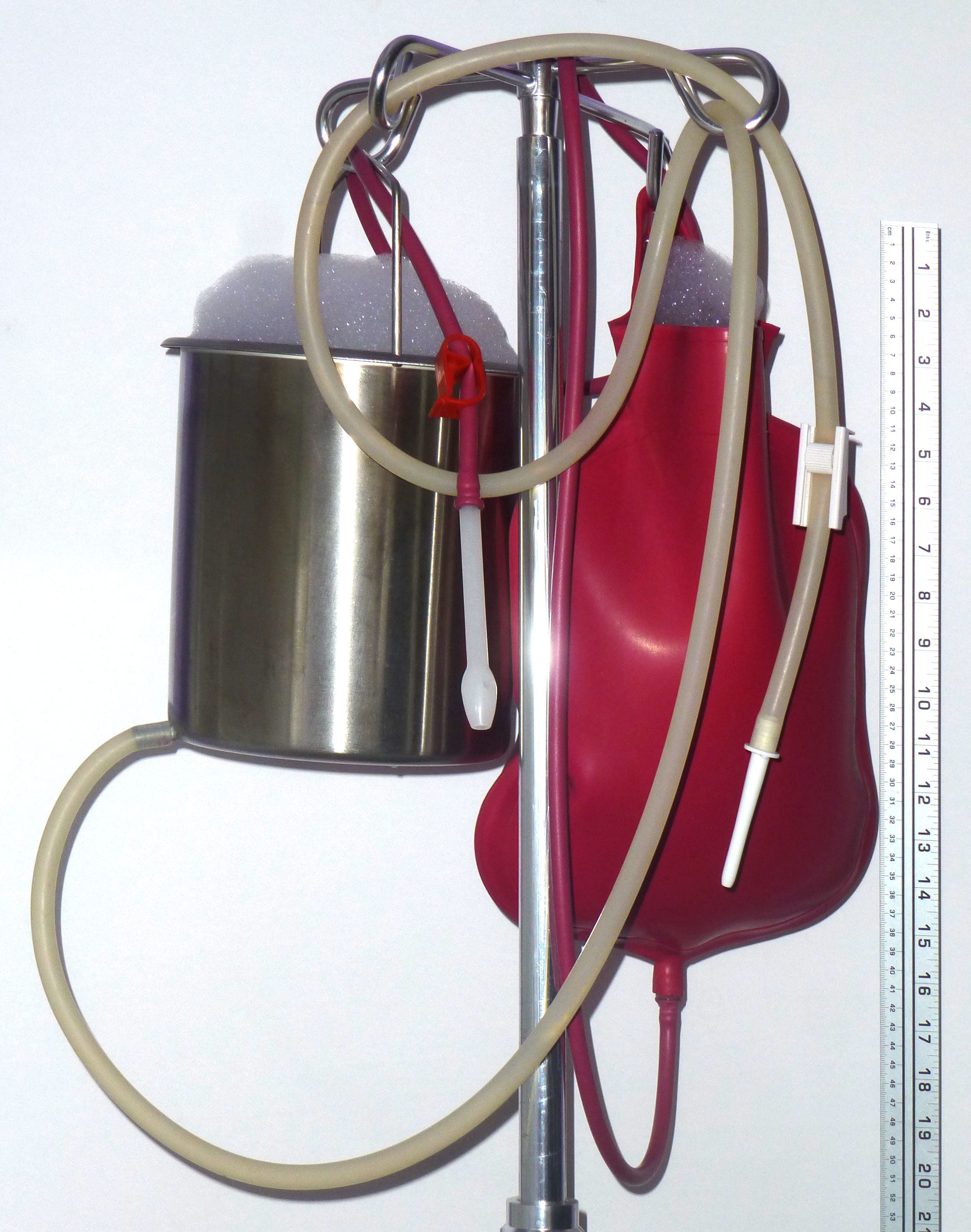
大腸洗浄の器具

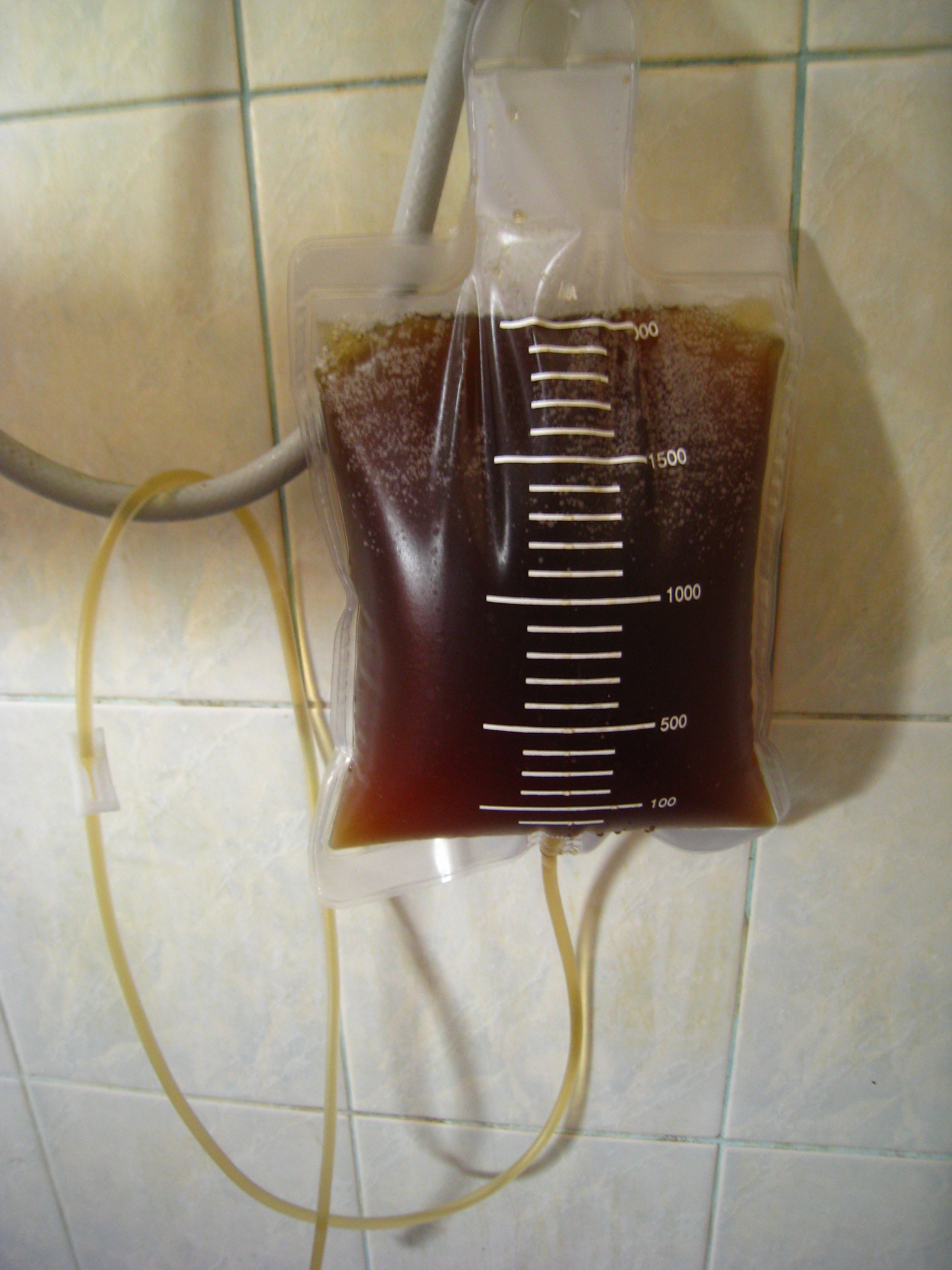
コーヒー浣腸の器具

#### 宿便
医学における宿便（Fecal impaction）は、慢性の便秘によって腸にたまった便の塊（滞留便）を指し、「宿便性腸閉塞」「宿便性潰瘍」といった病名と同時に使われることが多い。物理的な圧迫や閉塞により病気が起きることを指し、保険診療で治療が受けられる。
代替医療における宿便は、腸の壁にこびりついた腐敗した便を指し、その毒素が体内に吸収されて、様々な病気になるとする。この「自家中毒（autointoxication）」説は、19世紀末頃に流行したが、1930年代には誤りであると非難されて科学界から支持されなくなった。

#### 大腸洗浄
浣腸は、古代エジプトやギリシャの時代から存在し、中国、インド、エジプトなどの伝統医学において、自家中毒を治療するための浣腸は重要な位置を占めていた。19世紀のヨーロッパでは、治療法としての大腸洗浄が広まったが、20世紀初頭にはこの考え方は誤りであると非難されて信用されなくなった。その後、ドイツ出身のゲルソンが、がんに対する治療法（ゲルソン療法）として特殊な食事療法とともにコーヒー浣腸を提唱し、大腸洗浄という概念が復活した。しかし、その理論には科学的根拠がなく病態生理学的にも批判されている。安全性にも疑問があり、腸内洗浄によりアメーバ症が広がったとの報告や、コーヒー浣腸による死亡例がある。
大腸洗浄（コロンクレンジング、コロンハイドロセラピー）は、食物繊維、ハーブ、栄養補助食品、健康茶、下剤などを使用して、腸管から宿便を除去できると主張しているが、腸内の老廃物は、排便という自然な行為によって体外に排出され、腸壁に便がこびりつくことはない。大腸洗浄の中には、水や塩水、コーヒー、ハーブ水などをチューブと特殊な器具を用いて注入するものがある。この逆行性洗腸法は医療でも使われ、脊髄損傷の神経障害などによる慢性便秘症や便失禁に対しては有用であるが、蠕動運動に問題のない人が行う必要はない。この方法は、間違って実行した場合、潜在的に危険な可能性がある。

#### コーヒー浣腸
1950年代、ドイツ出身のゲルソンが、がんに対する治療法（ゲルソン療法）として特殊な食事療法とともにコーヒー浣腸を提唱した。信奉者はカフェインが結腸から吸収され、腫瘍の代謝産物を「デトックスする」、慢性の偏頭痛に効果があるなどと主張する。しかし、その理論には科学的根拠がなく病態生理学的にも批判されている。安全性にも疑問があり、大腸炎、体液や電解質バランスの異常、稀に敗血症を引き起こす可能性があり、死亡例の報告もある。

### デトックス食
デトックス食（解毒食）とは、毒素の排出と体重減少を謳った食事療法である。支持者は、ほとんどの食品には食品添加物や農薬など、人にとって不要な汚染物質が含まれていると考え、それらの物質を摂取しないか、排出しようとする。具体的には、「ジュース断食などで、極端に制限された食品を摂取する」「食事から特定の食品（脂肪、加工食品、食品添加物や農薬を使った食品）を排除する」「加熱しない生の食品や発酵食品、食物繊維を摂取する」などが挙げられる。アメリカで自然療法を行っている医師は、92%がデトックス食を用いているとする調査がある。
デトックス食は、種類や期間にもよるが、潜在的に危険であり、筋肉の減少や不健康なリバウンドなど、様々な健康問題を引き起こす可能性がある。大量飲水は、低ナトリウム血症を引き起こす可能性があるため批判されている。1日の短い断食が害を及ぼす可能性は低いが、長期の断食は、健康に危険な影響を及ぼし、致命的になることもある。激しいカロリー制限により短期的には体重が減少するが、通常の食事に戻すと増加する。
人体には自然に有毒物質を除去するシステムがあり、身体の解毒機能を高く保つには、バランスの取れた食事が一番良いというのが医学の主流の見解である。

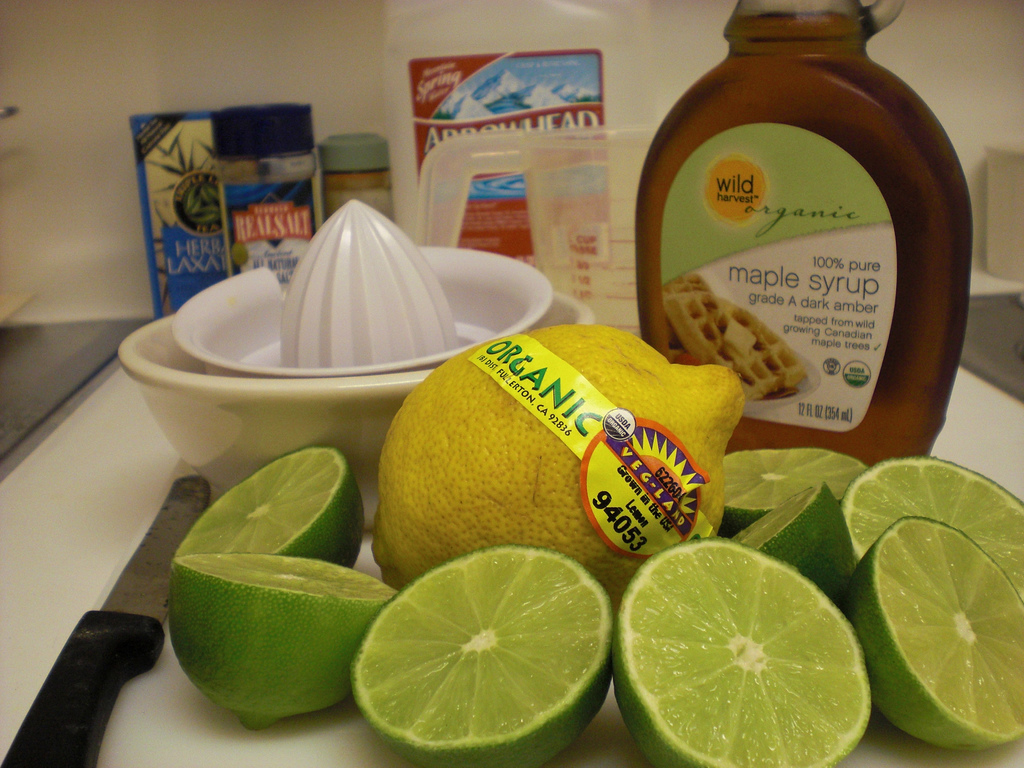
マスタークレンズで使用する食材

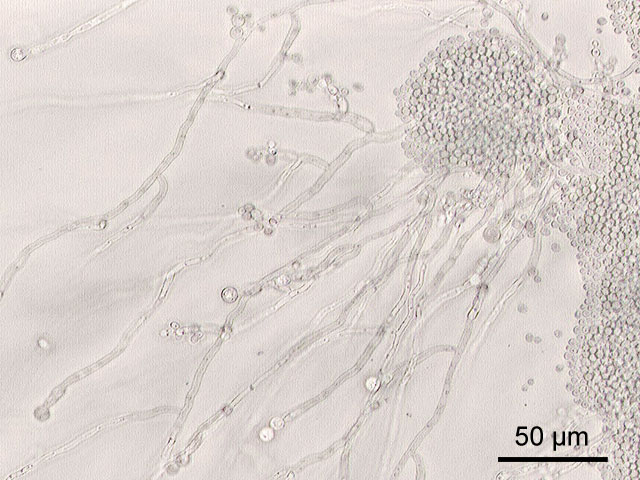
ジリージュースの支持者は、この飲み物が様々な病状の原因であるカンジダを体内から取り除く効果があると誤って主張している

- ジュース・クレンズ（ジュース断食）：果物や野菜のジュースだけから栄養を摂取するデトックス食の一種である[109][110]。この方法が毒素を除去するという証拠はなく、続けることで、必須栄養素の不足や、重度の代謝性アシドーシスを引き起こし、昏睡や死に至る可能性もある[111][112][113]。The Gale Encyclopedia of Dietsのレビューでは、「ジュース断食による健康への主なリスクは、未診断の糖尿病や低血糖症の患者における代謝危機、急激な血圧低下によるめまいや失神、下痢により脱水や体内の電解質のバランスが崩れること、長期断食によるタンパク質やカルシウムの欠乏など」であると指摘している[114]。
- マスタークレンズ： ジュース断食の一種で、食事の代わりにお茶やレモネードなどを摂取する[115][111]。
- ローフード（加熱しない生の食品）：「生きた酵素」を含む野菜や果物、発酵食品を多く摂取すれば、デトックスなど体に良い効果があると考え、生の食材を摂取する食事法である[116][117][118]。しかし、酵素は、食べものや身体に蓄えられたアミノ酸から必要な時に必要な分がつくられるため、不足する事はなく、食べもので補う必要はない[116][117][118]。酵素はタンパク質であり、加熱により働きを失うが、胃酸や消化酵素でも働きを失い、アミノ酸に分解されてから身体に吸収される[116][118]。生きた酵素がそのまま血液に入ることはなく、入った場合には血液が壊れたり、血管が破れたりする[116][118]。発酵食品が体に良いとされるのは、発酵によって元々の食品にはなかったビタミンや生理活性物質がつくられるためであり、酵素が身体に働くからではない[116][118]。
- 酵素ドリンク：微生物や酵母で発酵させたドリンクで、デトックス効果などが得られる主張されている[119]。紅茶キノコ、ジリージュース（英語版）、「手の皮膚常在菌を使った酵素（発酵）ドリンク」「赤ちゃんの手の皮膚常在菌を使ったヨーグルト」などがあるが、食中毒菌や黄色ブドウ球菌が繁殖して危険な場合がある[120][121][122]。
- ジリージュース：がんや発達障害、さらには同性愛などを「治療」すると謳われている塩キャベツやケールで作る発酵ドリンク[123]。効果がないだけでなく、有害で致命的な副作用をもたらす可能性がある[124][125][126][127]。
- 米のとぎ汁乳酸菌：これを飲むと、体内から放射能が排出できるという民間療法だが、雑菌が繁殖して健康を害する恐れがある[128][129][130]。中には「下痢」「目やにが大量に出て目が真っ赤」などの体調不良を訴える声もあるが、デトックス効果の現れ、好転反応だと受け取る人もいる[128][129]。

### ファスティング（断食）
代替医療の実践者は断食により「身体を浄化する」ことを推進しているが、断食は、頭痛、失神、脱力感、脱水症を引き起こす可能性がある。
20世紀初頭、断食はヘレワード・キャリントン、エドワード・H・デューイ、バーナー・マクファデン、フランク・マッコイ、エドワード・アール・ピュリントン、アプトン・シンクレア、ウォレス・ワトルスなどの代替医療作家によって推進された。これらの作家はみな、ナチュラルハイジーン（自然衛生運動）またはニューソート（新思想運動）に関わっていた。 アーノルド・エレットの疑似科学的な食事療法（無粘液食による療法）は、断食を支持していた。スティーブ・ジョブズは、エレットの本を読んでから、厳格な食事制限を行うようになった。著名な偽医者であるリンダ・ハザードは、患者に厳しい断食をさせたため、餓死する者もいて、40人以上の患者が死亡した。1911年、アプトン・シンクレアは書籍『断食療法』を著し、断食が癌、梅毒、結核を含むすべての病気を治すというセンセーショナルな主張を行った。シンクレアは「最も信用できない狂信者」と評され、彼の本は偽医療の例とされている。1932年、医師のモリス・フィッシュバインは断食を流行の食事法として挙げ、「長期の断食は決して必要ではなく、必ず害を及ぼす」とコメントした。

### 血液浄化

#### 瀉血

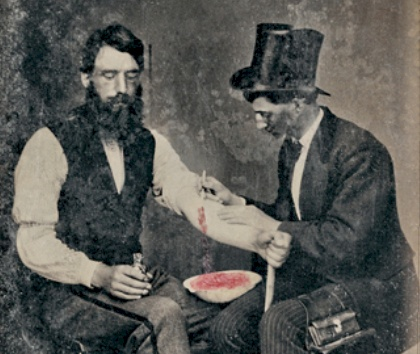
1860年頃の瀉血の様子

古代ギリシアでは、病気の原因は血液が淀むことだとされていたため、瀉血が有効だとされていた。アメリカ初代大統領のジョージ・ワシントンの死因は瀉血による失血死だとされている。瀉血には静脈を切開する方法と、ヒルを使用する方法、カッピングなどがある。現代でも、医療用ヒルに顔面の悪い血を吸わせてデトックス効果を図る美顔法が、ハリウッドセレブの間で行われている。

#### カッピング
カッピングは、古くからある代替医療の一つであり、現代では疑似科学として扱われている。カップで皮膚を吸引し、その部分の血流を増加させることで、体から毒素を取り除くことができるとされている。しかし、健康上の利点があるという証拠はなく、むしろ害を及ぼす危険性がある。

#### 血液クレンジング

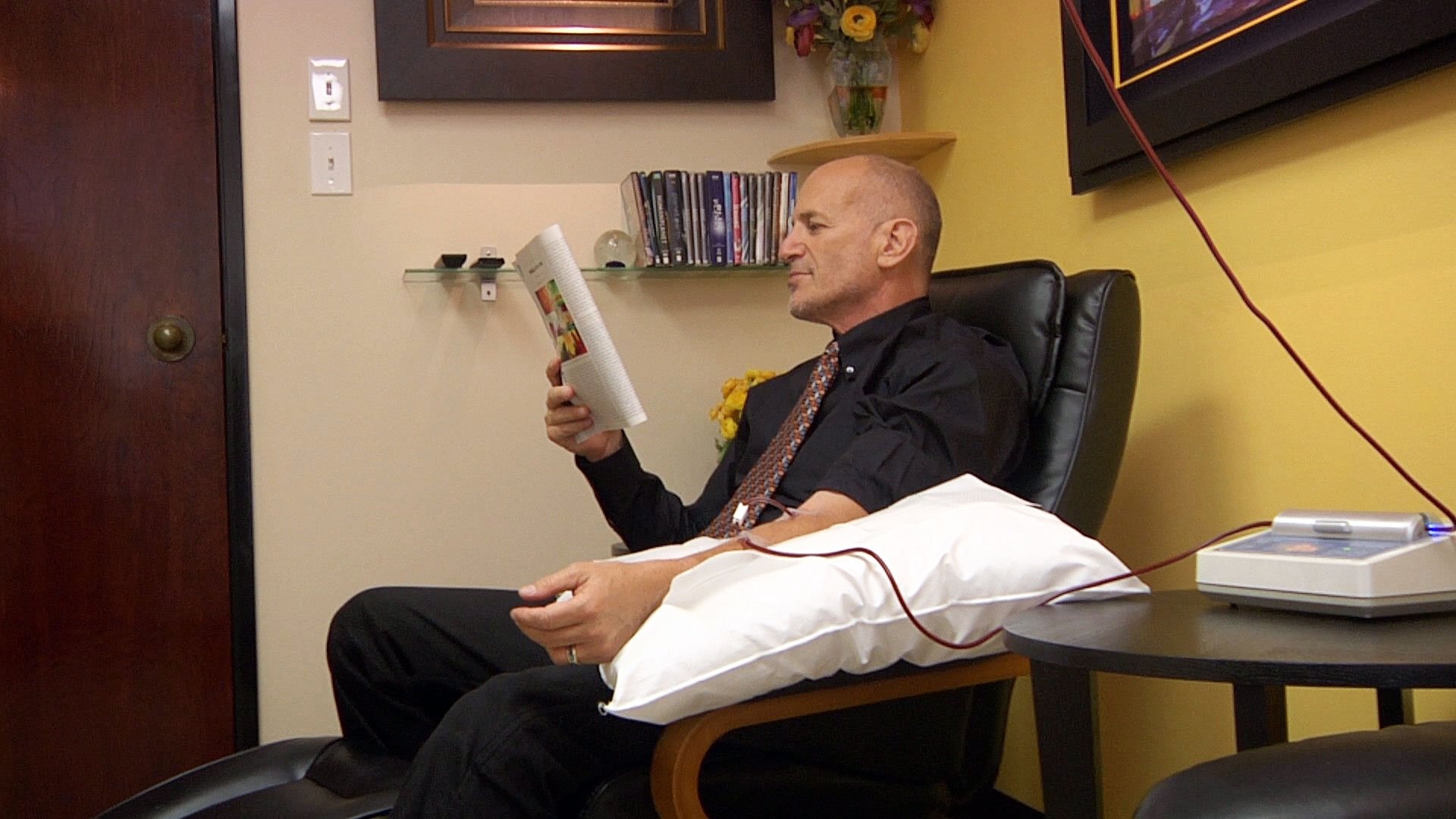
血液クレンジングを受ける人

血液クレンジングは、100mLほどの血液を採取し、オゾンガスを混ぜた上で静脈点滴で体内に戻すものである。黒ずんだ静脈血がオゾンと反応して鮮やかな赤に変わる見た目から、血液がキレイになった、効果があったと錯覚させる。アトピー性皮膚炎や心筋梗塞、各種のがんに効果があるなど、万能であるかのように謳われているが、医学的に明確なエビデンスはなく、むしろ感染症や溶血のリスクがある。血液クレンジングは、医療行為を受ける人が全額自費で負担する「自由診療」で行われており、国は安全性や効果を確認していない。科学的根拠が曖昧な医療行為を行っても、多くの場合、患者側の同意があれば、「医師の裁量」の範囲内として認められ、規制の対象にはなっていない。

##### 酸素バー
代替医療では、人体は酸素不足であり、酸素を吸入することで血液中の毒素を除去し、免疫力をアップして癌を治すことができると主張している。しかし、長期的かつ十分にコントロールされた科学的研究において、このような効果が確認されたことはない。人間の体は21%の酸素に適応しており、肺から出る血液はすでに約97%の酸素がヘモグロビンに結合している。肺の中の酸素濃度が高くても何の役にも立たず、むしろ害になる可能性がある。医療関係者は、喘息や肺気腫などの呼吸器系疾患のある人は、酸素を吸い過ぎないように警告している。また、通常よりも高い酸素分圧は、慢性閉塞性肺疾患（COPD）患者において間接的に二酸化炭素のナルコーシスを引き起こす可能性がある。 FDAは、酸素バーは状況によっては香料オイルの飛沫を吸い込み、肺の炎症を助長する可能性があると警告している。酸素濃縮器の不適切なメンテナンスにより、微生物が繁殖して肺感染症を引き起こす危険性もある。カナダ呼吸療法士協会は、「医療専門家として、倫理的、道徳的に、酸素療法を必要としない人に酸素療法を提供することを支持することはできない」と述べている。

### 嘔吐

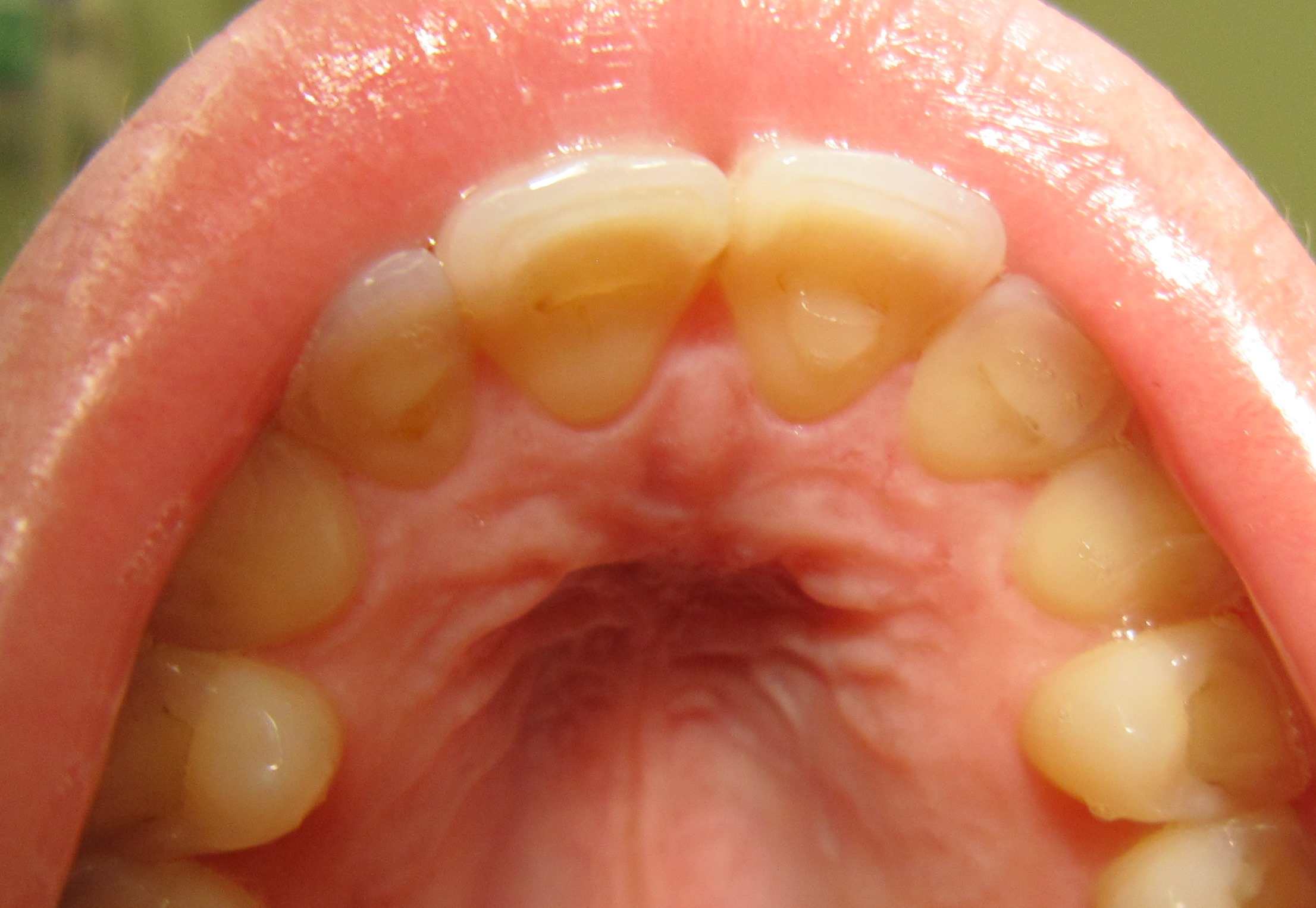
過食症の結果、上の前歯の内側からエナメル質が失われる（酸蝕歯）

摂食障害のうち過食症は、喉に指を突っ込んで食べたものを吐いたり（自己誘発性嘔吐）、大量の下剤を服用して下痢をしたりする「浄化行動」を行う特徴がある。これは体重が増加することに対する恐怖から行うもので、排出した後の空腹感や自己嫌悪から再度浄化行動を行い、習慣化するのが典型的である。減量を目的としたサプリメントが、嘔吐誘発の為に誤って使用されることもある。このような行動を行う人は、指に吐きだこが出来たり、結膜下出血（目の中の小さな出血）、耳下腺の腫れ、頻脈や動悸、食道炎や胃食道逆流症、胃液で歯のエナメル質が溶けてぼろぼろになる（酸蝕歯）などの症状が見られることがある。また、過剰な嘔吐により、食道粘膜に小さな裂傷（マロリー・ワイス裂傷）が生じたり、体内の水分が枯渇し（脱水症状）、電解質の状態が変化して代謝性アルカローシスや低カリウム血症を起こしたり、心停止する場合もある。

#### カンボ蛙治療

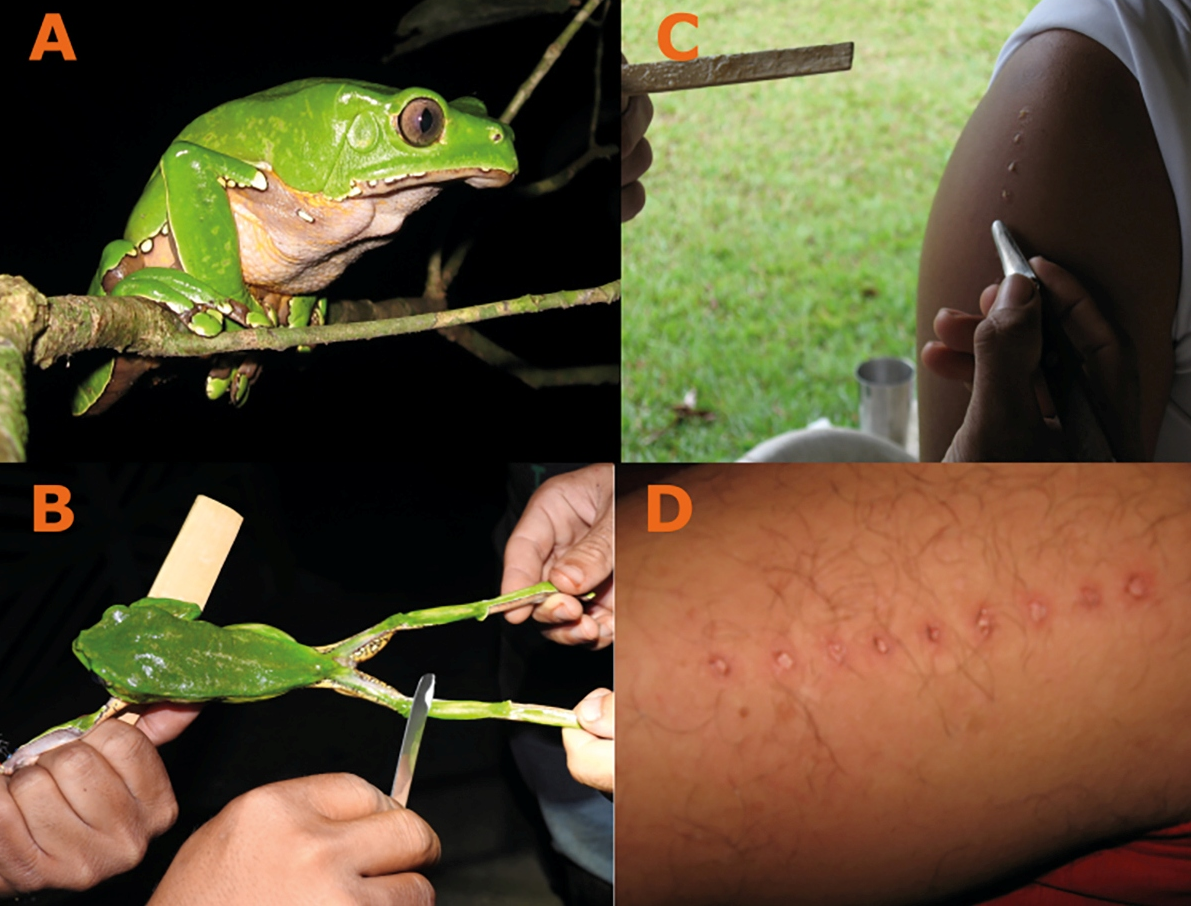
カエルの分泌物を火傷させた腕に塗る

ファッションモデルの道端ジェシカは、「カンボ蛙治療」というデトックスを行っている。これは、南米の蛙（フタイロネコメガエル）が出す毒を吸引したり、火傷させた皮膚に塗ることにより、体調が悪くなって何度も胆汁を吐き出す治療法であり、まれに死亡例も報告されている。道端は、インスタグラムに嘔吐している動画と共に「デトックス反応」「毒といえども人間にとっては素晴らしいメディスン」「体のあらゆる部分をスキャニングし、ヒーリングが必要な所を探してくれます。それは肉体だけではなく、エネルギーフィールドやオーラ、チャクラのブロックまでもクリアにしてくれる素晴らしい味方です」と投稿していた。

## 人を対象とした研究
デトックスに関する研究の多くは動物実験であり、人を対象とした研究（臨床研究）は、ごくわずかしか行われていない。体重や脂肪の減少、インスリン抵抗性、血圧に関して良い結果が得られた研究もあるが、それらの研究は質が低く、研究デザインに問題があったり（比較対照群が設けられていないなど）、参加者が少なかったり、または査読（品質を確保するための他の専門家による評価）が欠けていたりする。
2015年のレビュー（質の高い複数の臨床研究をまとめた総説）では、次のように結論付けられている「体重管理または体から毒素を排出するための使用を支持する説得力のある研究は存在しない」「消費者の金銭的コスト、根拠のない主張、デトックス製品の潜在的な健康リスクを考慮すると、医療専門家によって推奨されず、独立した規制のレビューと監視の対象となるべきである」。2017年のレビューでは、ジュースのみの食事とデトックス食は、摂取カロリーが少ないために体重が減ることがあるが、通常の食生活に戻ると、体重が増える傾向があることが示された。デトックスプログラムの長期的な効果に関する研究は行われていない。
- 2004年に、ベラルーシで、64名でのランダム化比較試験によってリンゴのペクチンが放射性セシウムの排出を促進することを見出したとの論文を出し[167]、サプリメントを販売していたが、それに対してフランスの放射線防護・原子力安全研究所（IRSN）はこの治療法に賛成も反対もできないとの報告書を出した[168]。IRSNは報告書の中で、ペクチンによって必要なビタミンやミネラルが吸着され、栄養欠乏になる副作用を懸念している[168][169]。これに反応して、フランスのグループがラットを用いて実験したが、リンゴのペクチンを餌に混ぜてもセシウム137の排出効果はなかった[170][171]。
- 2015年に84人が参加したランダム化比較試験では、食事をレモンジュースとシロップに7日間置き換えるレモンデトックスダイエットが実施され、食事制限のないグループと比較して減量効果やインスリン抵抗性の改善が見られた[172]。2017年の1週間の14名でのランダム化比較試験では、果物野菜を主としたジュースを3日間、その後4日間低カロリー食をとったが、比較された地中海食よりも体重の減少は少なかった[107]。別の試験では4週間後の31名での1群事前・事後テストが行われ、1日850 - 1000kcalのデトックス食を食べて、有意に体重やBMIが減少した[173]。しかし、このデトックス食は野菜・オリーブ油・レモンジュース・鳥・魚・鮭などからなり、バナナ・トマト・牛乳・穀物・豆を避けるなど特殊なものであった[173]。
- 2016年に、韓国で食事による解毒効果を調べるために3週間の68名での1群事前・事後テストが行われ、残留性有機汚染物質 (POPs) の少ない食事と教育（有害物質の人体への影響などを学ぶ）を行う統合プログラムは、体内の毒性負荷を示す血清GGTを減少させる可能性が示された[174]。2020年に、韓国で食事による解毒効果を調べるために4週間の30名での予備的な単盲検ランダム化比較試験が行われた[175][176]。対照食群の15名は通常の食事を食べ、試験食群の15名はカロリー調整した食事（有機の全粒穀物、野菜果物、ナッツなど植物ベースの健康食）を食べ、毛髪中の特定の重金属が減少することが示された[175]。しかし、この研究は「試験前に試験食の重金属の含有量が調査されていないため、試験前後の因果関係を説明することができない」「食事による毛髪中の重金属排出効果の有効性を検証するためには、長期間の摂取期間が必要である」「重金属やPOPsの解毒作用の評価には、毛髪分析だけでなく、尿の統合分析が必要である」「参加した人数が少なく、結果の一般化が制限される」などの制限事項がある[175]。
- ある種の栄養成分には、デトックス効果があることを示唆する予備的な研究がいくつかあるが、現在のところ、市販のデトックスダイエットが体内の有害物質を除去することを支持するエビデンスはない[107]。セレンのサプリメントが水銀（2012年の2研究）の排出を促進したというヒトでの小規模な研究がある[177][178]。しかし、メチル水銀の毒性に対しセレン化合物が拮抗作用を持つことが水生生物、in vitro（試験管での）実験などで解明されつつあるものの、ヒトでの研究は少なく、疫学研究ではメチル水銀毒性に対しセレンが拮抗作用を持つとする確実な証拠はない[179][180]。セレンは、欠乏レベルと中毒レベルの範囲が狭く、摂りすぎると成長阻害や肝臓障害等の慢性毒性がある[181]。東京都は「日本人のセレン摂取量は推奨量をすでに超えており、通常はサプリメントとして摂取する必要はほとんどない」「1日許摂取量が上限量に近いサプリメントがあり、この様な商品が販売されることが問題である」と述べている[181][182]。柑橘類のペクチンが鉛（2008年）[183]、オレストラがポリ塩化ビフェニル (PCB、2014年)の排出を促進したというヒトでの小規模な研究もある[184]。しかし、オレストラは、脂溶性ビタミンの吸収を妨げ、肛門から脂肪便が漏れ出る副作用もあり、カナダやイギリスなどでは販売が禁止されている[185][186]。

## 問題点
- 根拠のない主張により、金銭コスト、健康リスクの問題がある[23]。病気を患っている場合、デトックスの有効性を信じることで、本来の効果的な医療を受けるのが遅れたり、治癒の機会を逃すことがある[14]。日本では、根拠のない効果を標榜すれば健康増進法や景品表示法に違反する場合もある[187][188][18]。
- 2017年にデトックス食のランダム化比較試験を行った研究者は、消費者や医療関係者は、デトックスダイエットのリスクと効果についてもっとよく知るべきであり、根拠のない主張から消費者を保護するための法律を整備すべきであると指摘している[107]。また、医師の酒井健司は自費診療で行われる代替医療に対しては、効果が乏しいことを患者に説明する義務をクリニックに負わせるなどの対策が必要であると指摘している[9]。
- 島根大学の大野智教授は、「がん患者などが科学的根拠がある標準治療を行わずに、血液クレンジング（英語版）などの代替医療を受けている場合、患者が科学的な根拠に基づく情報を得られているのか」を問題にし、標準的な治療を提供する医師側の説明不足を指摘している[151]。
- 科学的懐疑論者のブライアン・ダニングは、2008年にデトックスについて調査し、次のように結論づけた[189]。「なぜこれほど多くの人が、医師のアドバイスを受けるよりも、広告の中にしか存在しない症状に対して、自分で治療を行うのだろうか。それは、医師が実際に医療行為を行う必要に迫られているからで、彼らは、あなたに悪い知らせを隠さないし、簡単な答えを作ってあなたを喜ばせようともしない」[189]。

### 健康を害した事例
- スペインで、デトックスとしてエプソムソルトを大量に摂取し、マンガン中毒で死亡した[23]。
- イギリスで、「デトックスダイエット」として栄養士の指示のもと毎日の多量の水の摂取と減塩を実施した52歳の女性がナトリウム欠乏症となり、脳に回復不能な損傷を負った[190]。この損傷により、女性は記憶機能・言語機能・集中力の障害を負うことになった[190]。
- カナダのケベックで、デトックス・スパトリートメントを受けた女性が、泥パックをしてラップで包まれ、毛布にくるまって9時間汗をかき続けた結果、熱中症により死亡した[6]。

### 批判
- 臨床神経科医のスティーヴン・ノヴェラは、体に備わったデトックス機能以外には、正当と認められるデトックスは存在しないと言い、オンライン上のデトックス商法は「エセ科学」であり「まやかし」だと述べている[44]。
- イギリス栄養士会（英語版）（BDA）は、「身体はよく発達したシステムであり、もともと老廃物や有害物資を解毒して除去するメカニズムを内蔵している」と述べている[16]。そして、野菜ジュースや特定食品を避けるなどのデトックス食は科学的に証明されていないとして、この考えを「ナンセンス」「マーケティング神話」と呼んでいる[3][191][192]。
- ロンドン大学セント・ジョージズ校の主任栄養士キャサリン・コリンズは、「デトックスという概念は、生理学的なものではなく、ビタミン、ミネラル、下剤を2 - 7日間集中的に摂取することで、体に長期的な効果が期待できるという考えは、マーケティング神話である」と述べている[8]。
- 『サイエンス・ベースド・メディスン（英語版）』のスコット・ガヴーラは、強迫観念的な食文化における最近のデトックスブームについて、「雑誌に掲載され、薬局やジュースバー、健康食品店で売られているような偽デトックスは、『make-believe medicine（偽りの薬、プラセボ）』である」「この文脈の『毒素』という言葉は無意味である。なぜなら、毒素の具体名は示されず、これらの治療法に何か効果があるという証拠も全くないからだが、もっともらしく科学的に聞こえるだけである」と述べている[74]。
- アメリカ国立衛生研究所（NIH）のウェブサイトでは、デトックスの長期的な効果を調べた研究はなく、中には大量飲水とハーブティーの摂取のように有害なものがあると指摘している[42]。
- イギリスの国民保健サービス（NHS）は、医療以外の分野における「デトックス」に「科学的根拠は無く、むしろ一部の製品は健康を損なう可能性があり有害であるため、そのような製品を購入する必要はない」と警告している[3][193][81]。
- 2009年、イギリスで、博士号取得者や大学院生300人以上で構成されたVoice of Young Scienceが公表した調査報告があり、イギリスの各紙で報道された[194][195][196][197]。その内容は、中毒症状などに対する医療行為以外でデトックスと書かれた15製品の効果はほとんど無意味で、時間と金の無駄だと指摘し、「デトックス」の語句は神話に過ぎないとした[198][8]。この製品には、肌用ジェル、シャンプー、体用ブラシ、ビタミン剤、スムージー、水などが含まれている[198]。こうしたデトックス製品は、生活上、体内に人体に悪影響を及ぼす毒物が蓄積し、これを排出させる必要があるため、デトックスを行うと主張している[3]。しかし各企業によってその定義は異なり、信頼性や一貫性のある説明はなされていないと指摘された[198]。

## デトックスを行う個人、団体

### 個人
- スティーブ・ジョブズは、西洋医学に懐疑的で、ゲルソン療法や断食、マクロビオティックなどの自然食ですい臓がんを治そうとした[135][199][200]。ゲルソン療法とは、数ガロン（1ガロン=約3.8リットル）の果物、野菜、子牛の生の肝臓を混ぜた液体の自然食を食べ、毎日コーヒー浣腸をして有害な毒素を体内からデトックスする療法である[199]。
- 血液クレンジング（英語版）を行う芸能人やインフルエンサーは多い[151][9]。市川海老蔵、はあちゅう、尾木直樹、高橋みなみなどが施術をうけたことを報告している[151]。
- 大阪府泉大津市の南出賢一市長は、COVID-19ワクチン慎重派であり[201]、COVID-19の重症化予防には、デトックスや東洋医学・漢方、ヨーガ、鍼灸、アーユルヴェーダ、ハーブなど、伝統医学による統合的アプローチが必要であると述べている[202][203]。泉大津市は、クラウドファンディング型ふるさと納税の返礼品の1つを「新型コロナ後遺症・ワクチン副反応改善プログラム 体験チケット（寄付金額50,000円から）」にしている[204][205]。内容は「現代の西洋医学に頼らず、伝統医学や栄養医学の知見も活用し、足湯・高濃度水素吸入・漢方茶・整体コンディショニング・呼吸法ヨーガ・栄養指導など、統合医療的アプローチで、『免疫力』や『自己治癒力』に働きかけ症状緩和に導く」というものである[204][205]。また、高濃度水素吸入や重金属デトックスなどを行う「養生ステーション」を開設し、免疫力・自己治癒力向上を目指すとしている[206][207]。泉大津市では、「泉大津リビングラボ推進事業 養生スタートプログラム」で酵素ドリンクによるファスティング（断食）でデトックスなども行っている[208][209]。地域の健康拠点となる「ヘルスベース泉大津」では、フットデトックスや水素吸引体験を実施し、高濃度水素水のできる水素ボトルの説明会やビワ温圧療法体験会などを行っている[210][211]。

### サイエントロジー

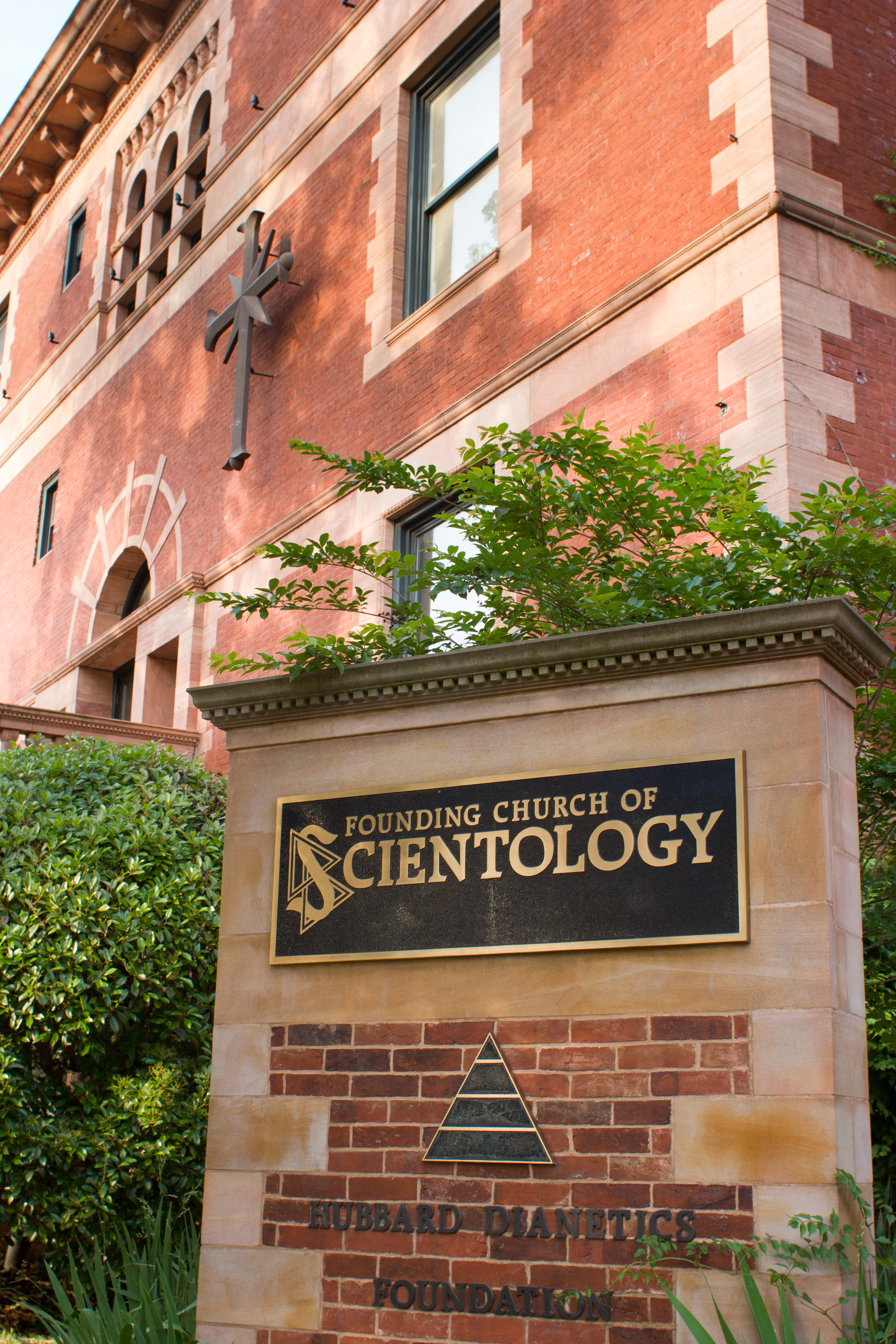
ワシントンD.C.のサイエントロジー教会

- サイエントロジーのピュアリフィケーション・プログラム（解毒プログラム）は、創始者のL・ロン・ハバードの著作『クリアなボディ、クリアなマインド』に基づくプログラムである[212]。これは、「運動、大量のビタミン（特にナイアシン）、栄養療法、サウナの組み合わせ」から成り、「薬物の残留物や放射能、その他の毒素を脂肪組織から血液中に放出させ、大量の汗と一緒に体外に排出させる」と主張している[212]。ハバードによって作られたこの「解毒」プログラムは、体内の残留化学物質を除去し、がん、エイズ、心臓病、腎不全、肝臓病、肥満などの状態を治療するとして推進されている[213]。しかし、この方法は、安全なレベルをはるかに超えるサウナとビタミンを必要とするため、多くの医療専門家からは「危険」「いんちき」「場合によっては致死的」と批判されている[214][215][216][217][218]。サイエントロジーが説明する副作用には、脱水症状、低ナトリウム血症と低カリウム血症などの電解質障害、熱関連の病気などがあるが[216]、一部の家族は、親族の死はこのプログラムが原因だと主張し、サイエントロジー教会を提訴している[213]。
- トム・クルーズは、サイエントロジーの熱心な実践者であり[219][220]、アメリカ同時多発テロ事件の救助隊に、サイエントロジーの解毒プログラムを提供するためにニューヨーク救助隊員解毒プロジェクト（英語版）を共同設立した[221]。彼は、9.11の生存者が脂肪組織の毒素によって白血病、パーキンソン病、多発性硬化症、がんになることを懸念し、「医師は化学物質への暴露を診断する方法を知らない」と主張した[222]。このプロジェクトは多くの医療関係者から「疑似科学的で、救助隊員を医学的な危険にさらす」として非難された[221][223][224][225]。ある科学者は、救助隊員の血液中の毒素濃度が通常より高くないことを指摘し、解毒を必要とするという前提自体に疑問を投げかけた[225]。

### デトックス・プロジェクト・ジャパン
- 元農林水産大臣の山田正彦は、除草剤（グリホサート）の危険を訴える「デトックス・プロジェクト・ジャパン（DPJ）」の共同代表である[226][227]。彼は、国会議員23人らの毛髪検査（英語版）を行い、その結果グリホサートが検出されたとして、「食の安全・安心を創る議員連盟」を立ち上げた[228][229]。2021年、ドキュメンタリー映画「食の安全を守る人々」のプロデュースを行い、農薬やゲノム編集食品の危険性を訴えている[228]。
- 「デトックス・プロジェクト・ジャパン」（DPJ）は、アメリカの団体「マムズ・アクロス・アメリカ（Moms Across America、MMA）」の「デトックス・プロジェクト」という活動が元になっている[229][230]。MMAの代表はゼン・ハニーカットという反ワクチン・反GMO（遺伝子組み換え食品）の陰謀論を広める女性であり、GMOやグリホサートなどで子どもが自閉症や食物アレルギー、喘息、自己免疫疾患になるとして、高額な浄水器や電磁波対策グッズ、認可されていない成分が入ったサプリメントなどの健康グッズを販売している[229][231]。ハニーカットは、2019年に日本で全国ツアーを行い、コープ自然派事業連合、日本の種子を守る会、デトックス・プロジェクト・ジャパンの共催で講演会を開催し、「食の安全・安心を創る議員連盟」の結成式にも立ち会った[232][233]。

## 毒素の定義
「デトックス」という用語の「毒素」の定義は曖昧である。

### 危険物質の摂取量と人体影響の関係
デトックスにおける「毒素」には有害金属だけでなくダイオキシンやPCBなどの有害化学物質を含める人もいる。ほとんどの人間の体内にある農薬やその他の汚染物質の量は、極めて微量であり、そのわずかな物質がすぐに有害で、減らせば健康に良いというわけでもない。地球上に存在するもののほとんどは人の体内にも存在し、「在るから有害」なのではない。
化学物質とは、原子・分子や、分子の集合体などを指す言葉で、人体や食品も全て化学物質で構成される。体内に入った化学物質はふつうはたまり続けることはなく、一定の量までは悪影響が現れない。人の体には、排泄や代謝・分解機能があり、口から入った物は、腸管を素通りして排泄されるものと、腸管から吸収され、肝臓で代謝されて尿や便と一緒に排出されるものがある。食品のリスク（その食品を食べることによって病的な症状が現れる確率）は、強い毒性を持つ有害成分を含む食品でも摂取量が僅かならば障害は生じず、逆に毒性は弱くてもその食品を大量に摂取すれば毒性徴候が現れるという原則がある。例えば、水や塩も過剰摂取による死亡例がある。メチル水銀は、耐容一日摂取量（TDI）以下ならば、一生涯健康への悪影響は起こらないが、水俣病患者では1mg/日以上という大量のメチル水銀を摂取し続けたため、中枢神経障害が生じている。「耐容一日摂取量（TDI）」は、食品中に存在する物質（重金属、かび毒等）について、ヒトが一生涯にわたって毎日摂取し続けても、健康への悪影響がないと推定される一日当たりの摂取量のことである。ごく微量のハザード（健康に悪影響をもたらす可能性のある食品中の物質または食品の状態）は、毎日摂り続けても健康障害を起こさないレベルで一定となるので、蓄積されて健康被害を生じることはない。

### 具体例

#### 食品添加物
食品安全委員会などが行う「リスク評価（食品健康影響評価）」では、国によって食品の摂取量などの状況は異なるため、各国の現状に近い摂取量に基づきリスク評価が行われる。
食品添加物については、安全性を確保するため、動物実験によって無害とされた量（無毒性量）について、その無毒性量の100分の1以上の安全係数を掛けて、人が一生涯食べ続けても健康に悪影響を与えない量、すなわち「一日摂取許容量（ADI）」が設定される。摂取許容量（無毒性量の100分の1以下の量）より大幅に少ない量が法令上の基準値とされた上に、実際に使用される量は基準より更に大幅に少ない。このように食品添加物は、毎日・一生食べても安全な範囲でのみ使用される。

#### 農薬
農薬についても、あらゆる実験動物の中で最も感受性が高い動物に対する無毒性量の1/100以下の量が設定され、人が一生の間毎日摂取しても害がない範囲でのみ使用される。

#### 天然物と合成物

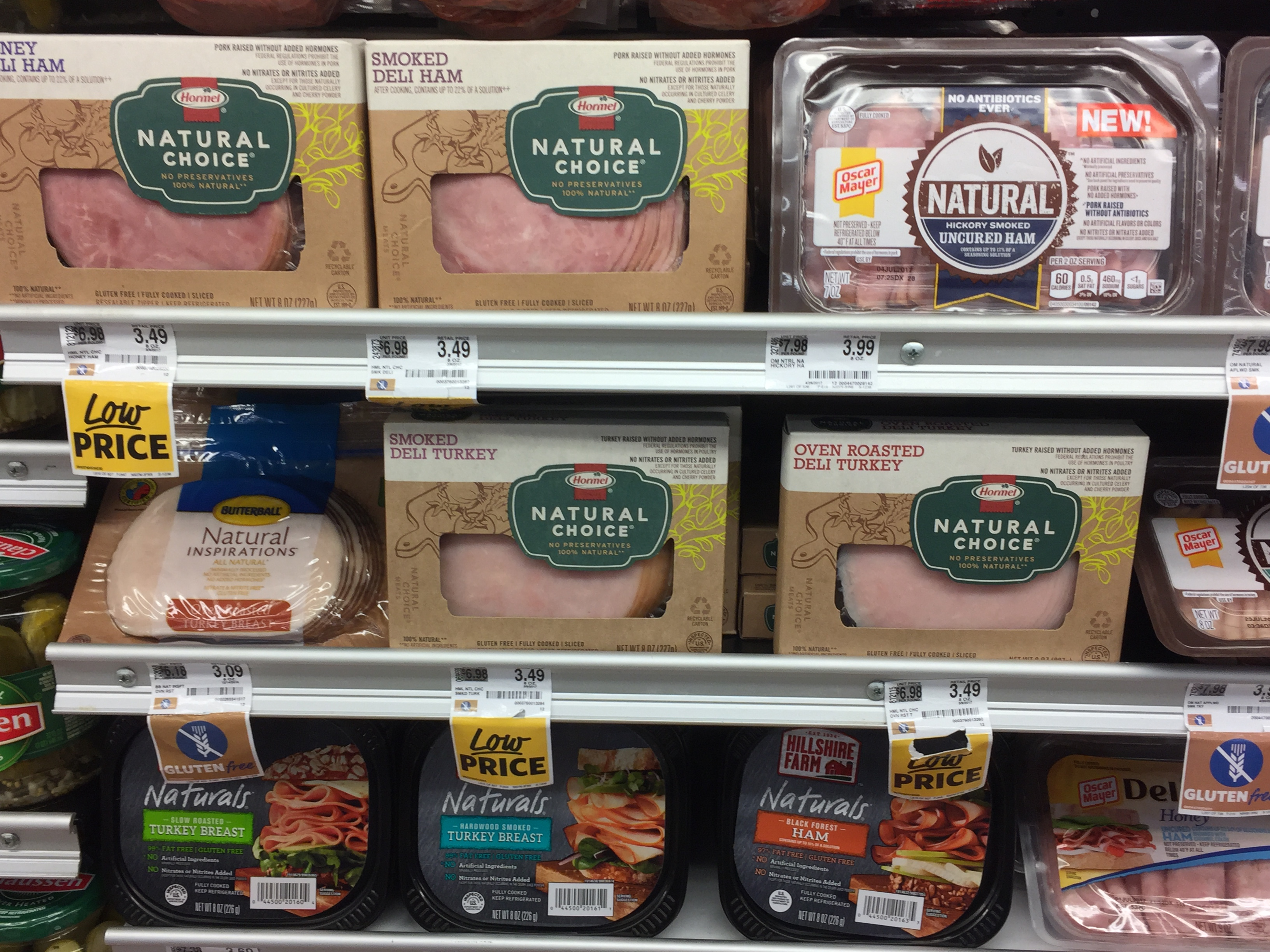
「自然」という言葉にはポジティブなイメージがあるため、食品や衣料品、代替医療、その他多くの分野のラベルや広告は「自然」であることをアピールしている

「天然、自然」は必ずしも「安全」で体に良いとは言えず、人に健康被害を与える毒性は、天然物も合成物も変わらない。天然成分は、それを産出する生物の生理やライフサイクルに適合するように、その体内で作り出した化学物質であり、人間の生理に最適化されたものではない。一般に合成物は、開発段階で人の生理やライフサイクルに適合するように最適化され、有用な活性を示しながら負の影響を軽減するように作り出されている。

#### チメロサール

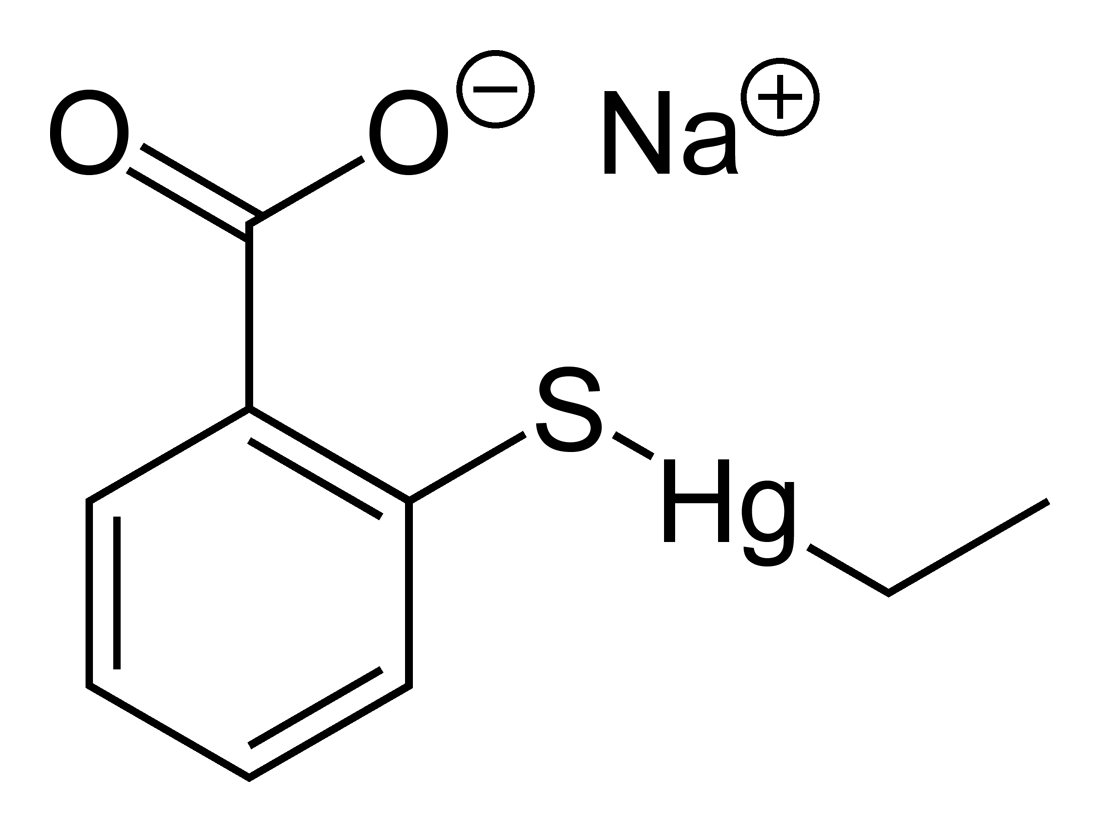
一部のインフルエンザワクチンに含まれるチメロサールは、水銀を含むため、ワクチン接種に反対する論拠としてよく挙げられるが、ワクチンに含まれる水銀の量は、一般的な魚の食事に含まれる量を大きく下回る

一部のワクチンに含まれるチメロサールなどの添加物が、体内に蓄積され、自閉症などの健康被害を引き起こすと考える人もいる。チメロサールは、エチル水銀を含むため、水俣病で問題になったメチル水銀と混同されたこともあり自閉症の原因ではないかと疑われた。しかし、エチル水銀の半減期はメチル水銀よりはるかに短く、体内で速やかに分解され排出される。また、現在では、インフルエンザワクチンの一部の製剤を除き、一般的に用いられているすべてのワクチンに、チメロサールは用いられていない。インフルエンザワクチンの一部に含まれる量は、最大でも1回1 - 4 μgであり、これは農林水産省の定めた魚介類を食べた際に摂取する総水銀の基準摂取量＝体重1 kgあたり4 μg/週（3歳児の平均13 - 14 kgで52 - 56 μg）を大きく下回る。妊婦が毎週食べ続けても安全なマグロ（クロ、メバチ）の摂食量は、80 g程度/週＝水銀量は43.2 μgであり、年1 - 2回のワクチンの水銀は、妊婦に許容される水銀摂取量と比べても微量である。また、オランダで約12.5万人を対象にしたコホート研究は、ワクチン接種で自閉症は増加しないという結果だった。「ワクチン接種で自閉症になる」と虚偽の論文を書いてデマを広めたイギリスのアンドリュー・ウェイクフィールド医師は、医師免許剥奪の処分を受けている。その後、その内容は何度も検証され、否定する論文がいくつも出ているが、未だにデマは根強く残っている。

#### アルミニウム
ワクチンに含まれるアルミニウムなどの添加物が、体内に蓄積され、健康被害を引き起こすと考える人もいる。アルミニウムは、アジュバント（補助剤）として免疫反応を増強するために用いられ、場合によっては、発赤、痒み、微熱を伴うことがあるが、重篤な有害事象とは関係がない。アルミニウム含有ワクチンで生じる局所的マクロファージ性筋膜炎 (MMF) が全身の機能異常と関連すると主張する研究もあるが、近年の症例対照研究では、MMF病変が認められる個人に特異な臨床症状は見つからず、アルミニウム含有ワクチンが重篤な健康リスクをもたらすという根拠は存在しない。また、ヒトはワクチンよりも、食品や飲料水で日常的に大量の天然由来アルミニウムを摂取している。アジュバントを含むワクチンは、使用が許可される前に臨床試験で安全性と有効性が確認され、承認後もCDCとFDAによって継続的に監視されている。

#### アマルガム修復物

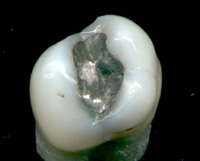
アマルガム充填をした前臼歯

デトックスの専門家は、体内の重金属を除去するためにアマルガム修復物（銀歯）の除去を勧めることがある。しかし、アマルガムは口の中で化学的に安定しており、体に何らかの影響を及ぼすことはない。アマルガム合金に使用される水銀は、水俣病の原因になった有機水銀（メチル水銀）とは異なり、合金粉末と混ざった無機水銀である。また、コンポジットレジンや他の金属などの技術の改良により、日本では1980年代から急速に使用されなくなり、2016年4月に保険適用から外れて使われなくなっている。アマルガム修復物は、削って外す際に水銀が蒸気化して吸い込むリスクがあるため、虫歯ができたなどの医療上の理由がない場合は外さないほうがよい。健康関連の詐欺を監視するウェブサイト「Quackwatch」は、「良い詰め物を取り除くことは単なるお金の無駄遣いではなく、詰め物をとる際に周囲の歯質の一部も取り除かれるため、結果的に歯を失うケースもある」と指摘している。アマルガム修復が安全で有効なことは、国際歯科連盟、アメリカ歯科医師会、日本歯科保存学会などの世界中の多くの歯科協会や歯科公衆衛生機関、その他の組織が公言している。

## 関連する用語
健康、医学に関する偽科学にはよく使われる言葉があり、「デトックス」「経皮毒」「好転反応」「免疫力」「血液サラサラ・ドロドロ」「酵素」「抗酸化作用」などの言葉が要注意とされている。
- 経皮毒：皮膚からシャンプーや洗剤などに含まれる化学物質が浸透して血液に入り、脂質が多い全身の細胞膜や脳、子宮に蓄積するという疑似科学用語である[81][118][2]。皮膚は、表皮・真皮・皮下組織の3層からなり、最も外側にある表皮は、角質層・顆粒層・ゆうし層・基底層の4層からなる[2]。健康な皮膚のバリア機能はプラスチック並で、日用品に含まれる化学物質が届くのは表皮の角質層までである[2][289]。医薬品の中には、体内に吸収（経皮吸収）されるものがあるが、肌は防御機構であるため、何でも吸収できるわけではない[2]。万が一吸収された場合も臓器に蓄積することはなく、肝臓や腎臓で濾過されて、便や尿から排出される。2008年に経済産業省は、「有害物質が皮膚を通じて体内にたまる」と不安を煽って自社商品を販売していた業者に、業務停止命令を出した[290][291]。日本石鹸洗剤工業会 (JSDA)は、「化学物質について、その安全性を含めた注意喚起情報を消費者に提供することは重要だが、他社商品の有害・危険性を過度に強調して不安を煽り、自社商品の購買へ誘導すること（「危険です商法」）は、その主張や情報の根拠が、科学的に正しいことが明らかでない限りしてはならないことです」と述べている[290]。
- 好転反応（めんげん）：健康食品や各種医療法によって、体調不良が現れた場合に使われる偽医学用語である[81][118]。この症状は「健康法が効果を表し、毒素が体内から排泄される過程で起きる一時的な現象であり、その不調を乗り越えれば健康になれる」と説明される[81][28]。しかし、多くは心理的・肉体的な危険信号である[81][28]。厚生労働省は、「『好転反応』という健康表現自体が薬事法違反にあたる」「科学的根拠はないので、注意するように」と注意喚起を行っている[292]。
- 免疫力アップ：デトックスの提唱者の中には、体温を上げると体内の酵素の活性が高まり、有害物資を除去する能力が高まると考える人もいる[293][102]。しかし、免疫力という言葉には科学的な定義がなく、学問の場で使われることはない[294][295][296]。医師などが患者への説明において、免疫機能の低下について雰囲気で伝える場合に使うことはあるが[297][298]、ほとんどが商品や情報を売るためのプロモーション用語であり、トンデモな場面で使われる[294][299][295]。免疫（Immunity）とは複雑なシステムであり、「免疫力」と単純にまとめられたり、単純な一要素で整えたりできるものではない[294][299][288]。免疫の重要な機能としては、「自己と非自己を見分ける機能」「病原体等を侵入・増殖させない機能」「一度さらされた病原体に即応する機能」「異常な『自己』を判別する機能」などがある[294]。このシステムは、機能の一部が強く動くことで問題を引き起こすこともあり、安定的かつ効果的に機能していることが重要である[294][288]。自己を見分ける機能が上手く働かないと、花粉症などのアレルギー疾患や膠原病などの自己免疫性疾患になることがあり、免疫の反応が暴走すると、サイトカインストームと呼ばれる状態が起こる[294]。つまり、免疫力を上げればよいという単純な問題ではない[294]。免疫機能を維持し、低下させないためには、十分な休養、睡眠、栄養、ストレスの解消、適度な運動、規則的な生活などの「健康的な生活」が重要であり、特定の疾患に対する免疫機能を強化する方法にはワクチンがある[294][300]。

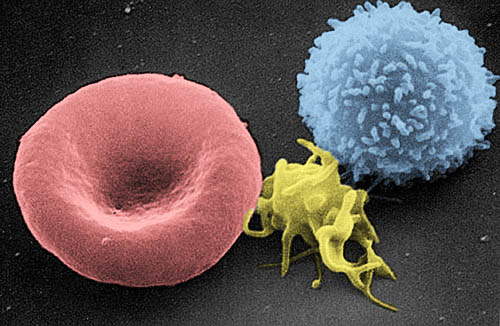
左から赤血球、血小板、白血球

- 血液サラサラ：この表現は、NHKの「ためしてガッテン」が頻繁に取り上げることでブームになった[2][301]。血液のサラサラやドロドロは、血小板や血球の量などにより変化するが、いずれも必要な成分であり、少ないのも正常ではない[2]。番組では、血液の流動性を調べる装置が示されたが、これで測定できるのは、毛細血管を通る赤血球や白血球の変形能力や、血小板の固まりやすさであり、太い血管で起こる心筋梗塞などの病気とは関係がない[2]。また、カバーガラスの加圧具合によっても、血球の重なり具合を調整できるため、効果があるように見せかける詐欺が横行して問題になった[302][303][304][305]。また、番組では血液をサラサラにする食品としてタマネギやナットウキナーゼなども紹介されたが、これはin vitro（試験管で）の血液に成分を加えたものであり、口から摂取した場合の血液を調べたものではない[2][306]。医者が「血液サラサラ」という言葉を使うことがあるが、これは血小板の作用を阻害したり（抗血小板薬）、血液凝固を抑制して（抗凝固薬）、血栓ができたり血管が詰まるのを防ぐ薬の作用をわかりやすく説明するためであり、これらの薬は、「脳内出血などの出血をしやすくなる」「出血した際に出血が止まりにくくて大量出血になる」などの危険性があるため、適応を判断した上で、医療機関で処方される[2][307][308][309]。健康食品は医薬品ではないため、「血液サラサラ（血液を浄化する）」など医薬品的な効果効能表示（店頭や説明会における口頭での説明も含む）は医薬品、医療機器等の品質、有効性及び安全性の確保等に関する法律（薬機法、旧薬事法）で禁止されており、健康増進法や不当景品類及び不当表示防止法（景品表示法）にも違反する場合がある[310][311][312]。

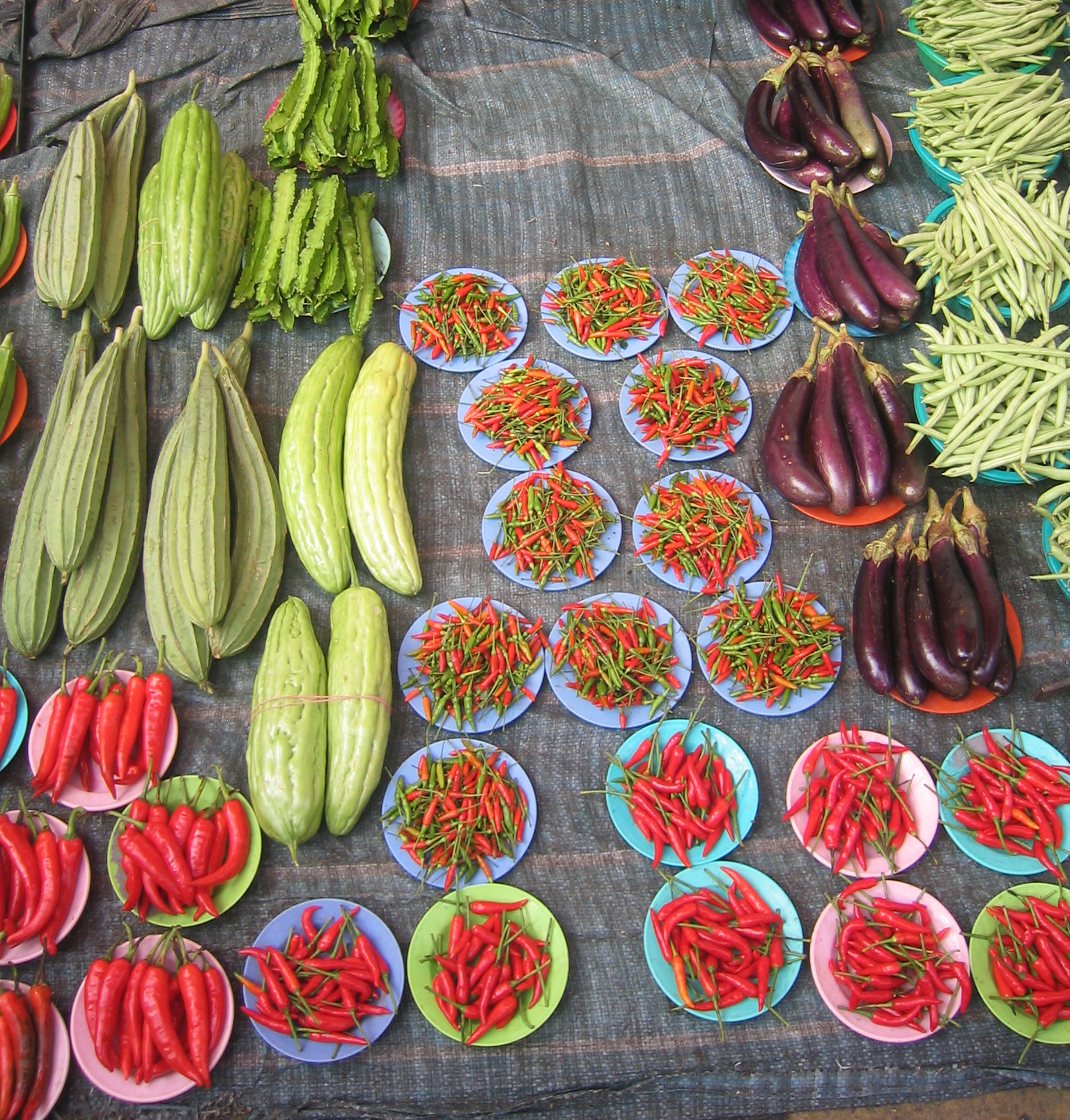
ファーマーズマーケットの有機農産物

- 有機食品：食や農業の世界では、「デトックス」は定義が不明瞭なまま、「有機食品を食べると体内の農薬を排出できる」などとうたわれて、商品説明や販売戦略の手段として用いられている[313]。
- 発達障害：子どもが砂糖や化学調味料、肉を摂取すると発達障害の原因になるとして、特定のミネラルで水銀をデトックスする人がいるが、科学的根拠はない[314]。
- ロープワーム（英語版）：ヒトの寄生虫と誤認された、腸管上皮などの細長い破片の疑似科学用語であり、解毒に成功した証拠であると主張されている[315][316][317]。これらは、自閉症やその他の無数の症状や病気を治すと偽って行われる有害な漂白剤浣腸（ミラクルミネラルソリューション）などの使用後に腸から排出される[56][317][318]。
- 毛髪分析（英語版）：主流の科学的用法では、毛髪サンプルの化学的分析を意味するが、代替医療においては、代替診断を補助する調査方法として毛髪分析を使用する[319][320]。この方法での使用は、証明されていないこと、医療詐欺の可能性があることから、アメリカ医師会（AMA）によって繰り返し反対されている[321]。
- 波動測定器：体の中の周波数の乱れを測定するエントロピー測定機器であり、デトックス効果も測定できると主張されているが、科学的根拠はない[2]。
- 体内除染：体内に取り込まれた放射性物質を、分解あるいは排除すると謳った健康食品が売られているが、放射性物質は元素なので、「分解」はできず、放射性元素の崩壊速度を速める方法も存在しない[81]。リンゴのペクチンがセシウムを吸着するという人もいたが、実験の結果そうした効果は確認されなかった[81][169]。医学的に証明された排出方法はないが、「不安商売」をする人たちが、放射能の害を警告する善意の団体を通じて商品を広めるケースが多い[169]。
- ファド・ダイエット：短期間だけ流行する食事法で、多くの場合、疑似科学的または論理的ではない主張をしている[322][323][324][325][326]。一般的には断食などの低カロリー食などの食事制限であり、急速な体重減少やデトックス、がんの治癒（英語版）など、目覚ましい身体的健康が約束されていることが特徴である[325][327][323][325][328][329]。流行りの食事法は臨床研究によって裏付けされておらず、その健康上の推奨事項は査読されていないため、健康や病気について根拠のないことを述べていることが多い[324]。
- 六角水（英語版）：身体にとってより良い特定の構成の水を作ることができると主張するマーケティング詐欺[330][331]で使われる用語[332]。「六角水」とは、水分子の集まりが六角形になることを指し、栄養吸収を高め、老廃物を除去し、細胞間のコミュニケーションを強化するなどとされている[333]。一酸化二水素（DHMO）のパロディと同様、この詐欺は消費者の化学、物理、生理学の知識が乏しいことを利用している[334][237]。

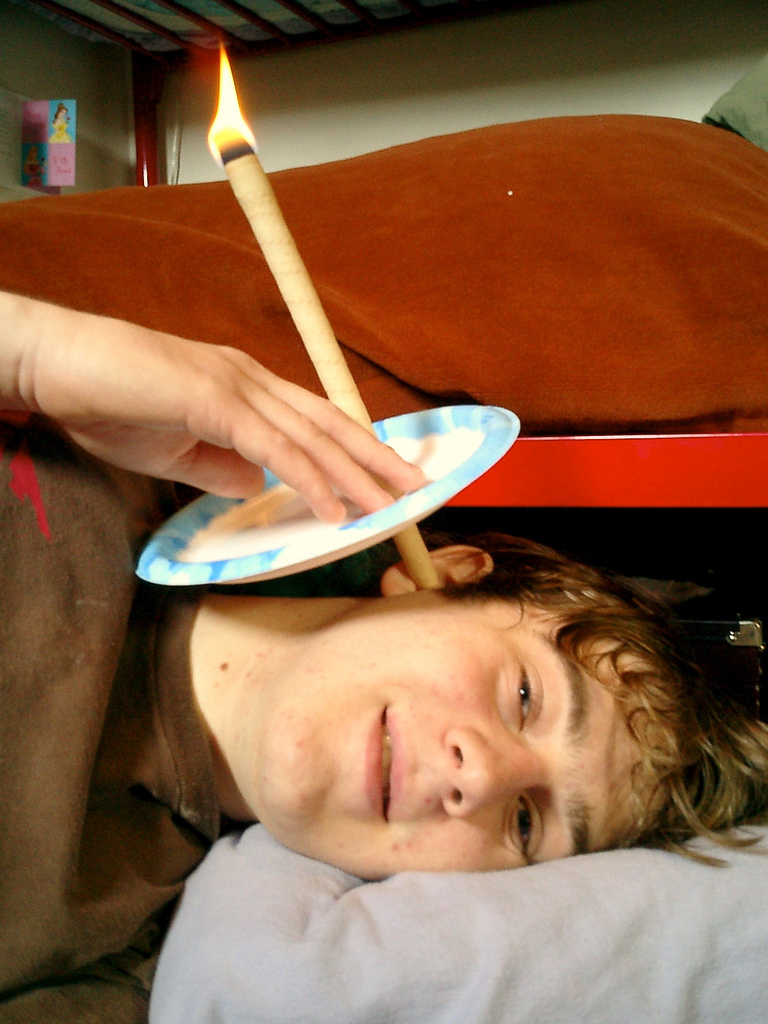
イヤーキャンドリング

- イヤーキャンドリング（英語版）：中空のろうそくの一端に火をつけ、もう一方の端を外耳道に入れることによって、耳垢や有害物質を除去すると主張している疑似科学の代替医療行為である[335] 。医学的な研究により、この方法は健康を改善するものではないことが示されている[336][337]。
- オイルプリング（英語版）：口腔内と全身の健康を改善する目的で、オイルを20分ほど口の中で「すする」または「保持する」民間療法[338]。体内の毒素を「引き抜く」と言われており、片頭痛から糖尿病まで、さまざまな症状を治療できると主張されている[338]。しかし、オイルプリングに関する質の高い研究はなく、作用のメカニズムも分からず、何らかの利益をもたらすという証拠もない[339][340][341][342][343]。アメリカ歯科医師会は、オイルプリングが口腔衛生や健康に何らかの利益をもたらすという信頼できる科学的研究がないと述べている[344]。カナダ歯科医師会（英語版）は、2014年にオイルプリングについて「害になることはないが、利益もない」と評価している[345]。
- α-リポ酸：「体のサビ取り」や体重減少などを謳ってα-リポ酸を含む健康食品が販売されている[346][347]。α-リポ酸は医薬品として使われているが、健康食品とは品質・製造管理、含有量が異なる[346][347]。現時点では、健康食品における効果の根拠は十分でなく、アレルギー反応やインスリン自己免疫症候群による低血糖発作など、症状の重い健康被害が多数報告されている[346][348]。

## 関連文献
- 桑満おさむ『“意識高い系"がハマる「ニセ医学」が危ない!』扶桑社、2019年9月27日。ISBN 978-4594083052。{{cite book ja}}:  CS1メンテナンス: 先頭の0を省略したymd形式の日付 (カテゴリ)
- 左巻健男＋RikaTan委員『RikaTan (理科の探検) 2018年4月号「特集 ニセ科学を斬る! 2018」』株式会社 文理、2018年2月26日、60-61頁。{{cite book ja}}:  CS1メンテナンス: 先頭の0を省略したymd形式の日付 (カテゴリ)
- ポール・オフィット [英語版]（著）『代替医療の光と闇』ナカイサヤカ（訳）、地人書館、2015年9月30日。ISBN 978-4805208878。{{cite book ja}}:  CS1メンテナンス: 先頭の0を省略したymd形式の日付 (カテゴリ)
- NATROM（名取宏）『「ニセ医学」に騙されないために』メタモル出版、2014年6月25日。ISBN 978-4895958646。{{cite book ja}}:  CS1メンテナンス: 先頭の0を省略したymd形式の日付 (カテゴリ)
- ASIOS『謎解き超科学』彩図社、2013年10月24日。ISBN 978-4883929573。
- ベン・ゴールドエイカー『デタラメ健康科学』河出書房新社、2011年5月19日。ISBN 978-4309252506。{{cite book ja}}:  CS1メンテナンス: 先頭の0を省略したymd形式の日付 (カテゴリ)
- サイモン・シン『代替医療のトリック』新潮社、2001年1月1日。ISBN 978-4105393052。